# フレームアームズ
フレームアームズは、コトブキヤが発売しているオリジナルのロボットプラモデルのシリーズ。小説化、漫画化、アニメ化、映画化などされている。
スピンオフシリーズとしてフレームアームズ・ガールがある。

## 特徴
柳瀬敬之がメカニックデザインを担当する「フレームアーキテクト」という共通素体に組み立て式の外装を取り付ける、1/100スケールのオリジナルロボットプラモデルである。フレームアーキテクトは広範囲な可動とポージングが可能。パーツの接続部は一部を除いて3mmに統一されており、フレーム・外装ともに3mmジョイントが配されているため、頭部・腕部・胴体・脚部・武装などの改造・流用・自作・組み換えが自由にできる設定になっている。各製品に組み立て済みのフレームアーキテクトが同梱されていることがあり、フレームアーキテクト単体で稼働させたり組み合わせて遊ぶことはもちろん、残りの製品パーツを組み立てて手早く遊べる簡易性を持つ。
2009年10月にシリーズ第1弾となるスティレット、轟雷、フレームアーキテクト（単体発売および各種製品に組み立て済みで同梱）を発売し、以後もフレームアーキテクトともに後続シリーズやリファインを続けている。独立した装備シリーズである「M.S.G.」シリーズとの互換性がある。ただし、企画当時は担当者関係で諸問題が発生し、第1弾からの展開がおぼつかない状態で始められていることがインタビューで語られている。
各製品にはバックストーリーを同梱。公式には初期に設定した地上と月との戦いを下地にした二次創作という立ち位置を持ち、リアルロボット寄りの機体、変形機構を持つ機体、量産機の様々な派生機、ヒロイックな機体、口のようなパーツを持ちバックストーリーにおいてはしゃべることを付記された機体など、多種多様なバリエーションの製品が投入されている。
スピンオフシリーズ「フレームアームズ・ガール」は、島田フミカネがフレームアームズを女の子に擬人化したイラストをもとに立体化したプラモデルシリーズ。フレームアームズと異なり明確な舞台設定は存在せず、フレームアーキテクトの代わりに各製品ごとに独立した素体を採用している。
これらのシリーズは後述するようにプラモデルの垣根を越えた作品展開がされている。コトブキヤ主催のイベントも多く開催され、ファンミーティングでは開発スタッフのトークが実施されている。イベント等の広告担当キャラとしてスーツ姿にフレームアーキテクトの頭部を被った「アーキテクトマン」が担当しており、総選挙イベントでも対象に選ばれるなど人気を博している。当イベントで一位をとったことにより、キューポッシュ化されるなどマスコットとしても人気を博す。

## フレームアームズの世界観
特徴での説明にもある通り、以下についてはコトブキヤ側で提示した二次創作的なものであり、これらを土台にして二次・三次創作するのも、それらに関係なく自身で一次創作するのも自由となっている。
シリーズ当初は世界背景があるのみで深い掘り下げは行われなかったが、途中の製品から文字媒体で、部分的に世界観やキャラクター設定をのぞかせるストーリーが挿入されている。途中のバリエーション機のパッケージでもイメージイラストが描かれるようになり、戦闘のさまをのぞかせる（バリエーション元は従来通りの機体全体と小窓パッケージ）。
主に世界観は各製品の説明書やモデリングムック、イベントでの年表などでバックストーリーやサイドストーリーをいくつも重ねる形でつづられている。ただし、シリーズの世界観設定の更新と変更によって、旧版とリニューアル版の説明書では内容が異なるものが存在する。書籍「モデリングサポートマニュアル1」で掲載された物の一部はインターネット上でも公開されている。
基本的に細かいところなど、ユーザーの想像の余地を与えることを前提に設定されている。公式ブログ等でも「妄想設定」と注釈を入れることがある。

### ストーリー（フレームアームズ基本背景）
近未来の地球で人類は未知なる可能性を求めて、地上、海底、高空そして宇宙といった各領域を開拓する「プロジェクトRe:スフィア」を立ち上げた。これは枯渇し始めた資源の代わりとなる新たな資源「Tクリスタル」の発見、確保により新たなる動力源「UEシステム」が発明され、全世界に普及したことでエネルギー問題が解決され、同時に増えすぎた人口の生活領域の拡大を目的として、人類の明るい未来を見つめて超国家的に世界規模で行われる一大プロジェクトであった。
この計画が考案される一つの要因が、「フレームアーキテクト(Fa)」の存在である。Faは、世界中の企業、技術者、グループで設立された世界連盟科学技術機構の開発した駆動骨格であり、人間を拡大させた姿の特殊汎用重機としても運用され、人間の動きを完全にトレースし、装備を追加することで様々な領域での行動が可能となった。試作型Faは10年の歳月をかけて試験を実施し、「Fa/TYPE001」として日の目を見ることになる。Fa/TYPE001は、人間型の重機だけでなく、各部位に動力や燃料電池を搭載することで独立稼動することも可能であり、状況に応じたコントロールソフトの変更で人間型以外の形態や部分的な使用も考えられており、通常の重機ユニットとして部品も生産されていた。
しかし、本来の目的が実現されることはなく、その汎用性が「戦争」の道具として使用されることとなる。その背景には、プロジェクトRe:スフィアの中心人物が消息不明となり、彼が月に残した月面プラントの制御AIが突如暴走。そこで製造されていたアーキテクトがプラントごと人類に牙をむき、敵性アーキテクトである「アント」を降下艇で地球に送り込んできたことがあった。人類はこれに対抗するため、地球防衛機構を設立し、プロジェクトの領域開拓用に用意されていたフレームアーキテクトを戦闘用に改造した「フレームアームズ」を開発する。月側のフレームアームズと、地球側のフレームアームズの戦いが始まった。

### フレームアーキテクト
地球防衛機構側、月面側が用いる駆動骨格で、フレームアームズの素体。地球側がバイザー型、月面側がモノアイ型の頭部を使用する（地球側が判別用にかぶせたことが由来）。月面側の機体は地球側から「アント」の通称で呼ばれる。これは戦争開始時点で月面側のフレームアーキテクトが数で攻めてきたうえに、生産拠点を投下したため蟻の如くさらに大量に出現したことに由来。
Tクリスタルの発見によって実現した「UEシステム」を応用し、小型動力ユニット「UEユニット」を多数内蔵。これによりフレームアーキテクト単体でも戦闘可能な出力を持ち、素体自体に手持ち武装を施しただけでも十分な脅威となる。前述の動力ユニットにより人型から逸脱しても運用が可能で、月面側のフレームアームズが先んじて、独特の形状をした機体や合体機、可変機を登場させている。
地球側からは、月側のフレームアーキテクトは無人機という認識となっている。しかし、月側のフレームアームズが開発され始め、「ヴァイスハイト」登場あたりから有人機と思われるような示唆が見られる。マガツキおよびドゥルガーでの説明では遠隔操作用インターフェイスとして操作しているという文章のくだりがあり、中継機を介して別の場所からAIが指示を出している模様。
プラモデルとしては10年余りの長期販売となり改修が行われ下記の商品がある。

#### フレームアーキテクトType001
初期のフレームアーキテクト。ABS樹脂製　組み立て済み。スティレット／轟雷からバルチャー改にかけて使用されていた。
拡張性や弄りやすさを優先していたのか、パーツの保持力や接合部の耐久性が低くパーツが外れやすかった。
後に各部の接合と関節保持力を強化し、ハンドパーツを「FA専用ハンド」に変更した「改良版」に置き換わった。
単体販売版は組み立て済みで、成型色はグレー。2009年10月発売。定価1200円。

##### フレームアーキテクトType001 For Modelers Edition
上記の改良版アーキテクトをベースにした単体販売品。未組立の状態で販売される。
2013年9月発売。定価1000円。
成型色はガンメタリックとシルバーの二色成型で、PS樹脂製。
組み立ては必要になるものの、組み立て済み故の仕上げの粗さとは無縁で、素材の変更により塗装や加工がより容易になった。

#### フレームアーキテクト リニューアルVer.
ジィダオ／レイダオから出雲にかけて使用されていたアーキテクト。PS樹脂性。
For Modelers Editionをベースに、上腕部の一体成型化、股関節の開脚角度の拡大が行われている。
これまでのフレームアームズシリーズで個別に行われてきた改良をフィードバックした物であり、腕パーツは「ウィルバーナイン」、股関節は「カトラス」に入っているパーツで行われていた改良点が標準化された。
バイザー／アイセンサー部分もクリアカラー成型となっている。
最新の技術で新規に金型をおこしており、全身のパーツの精度が向上、ポリキャップを3.2mmから3mm径に変更など、細部に数多くの変更が行われている。
各部の軸径などの違いにより、旧アーキテクトが付属するキットに組み込む際には外装関係はほぼ問題ないが（肩アーマーの接続軸、背面アーマーとアーキテクト側の肩甲骨下部の干渉、腿アーマーのアーキテクト側の腿部ジョイントとアーマー内側が干渉、足首等のポリキャップを介する接続の際には調整が必要な場合があるため注意。
末尾に「：RE」とついたキットはアーキテクトをこちらのバージョンに変更し、外装パーツや接続部分もそれに合わせた改修が施されたリニューアル版キットとなっており組み立て済みのキットも存在する。
単品版は2016年7月発売。オフホワイト、ガンメタリック、グレーの三種が存在し、定価1200円(共通)。

#### フレームアーキテクトTYPE-001：RE2
迅雷〈突撃装備型〉から使用されている現行のアーキテクト。PS樹脂製。
上記リニューアル版をベースに更に改良を加えた物。
スティレット〈装備拡張試験型〉で導入されていたHIPS製の腰ジョイントが正式に取り入れらている。
拡張スティレットから凸軸の長さも調節され保持力が大幅にアップしたが
キットによっては干渉する場合もあるので従来のポリキャップにすることも可能。
更にハンドパーツが「FAハンド2」にバージョンアップ。
根元にスイング機構が組み込まれ、人差し指をトリガーにかける事が出来る「銃持ち手」が追加されている。
「：RE2」版のキットはアーキテクトを「：RE2」仕様に変更され組み立て式となってり、それに伴い従来のウインドウ型のパッケージがイラストに変更。
単品版は2021年4月発売。カラーリングは変わらずオフホワイト、ガンメタリック、グレーの3種。価格も変わらず定価1200円(共通)。

### フレームアームズの機体設定および一覧
世界観概要での説明の通り、機体ごとに制作背景や関連ストーリーが掲載されているが、公式側が用意した一つの創作ということで、ユーザーの想像の通りに設定を付け加えてもよい方針となっている。
フレームアーキテクトに、サポートジェネレーターを内蔵した装甲や推進機などの移動用の外装パーツを取りつけた物を「フレームアームズ」と呼称する。初めは地球側が開発したが、戦いが進むごとに月側のアントが真似て独自の機体を制作したり、地球側の機体を鹵獲したり、圧倒的な新型を開発していく。一方の地球側もコスト度外視の特化型機体と、汎用性を持たせつつ強化する計画を打ち立てて対応していく。また、月面側の機体を鹵獲し、逆に地球側の技術も上げていく。しかし、一部は急進派として月側と接触した独自の機体を開発。該当機は結局地球側で回収され、特定のパイロットが使用することに。
レイファルクスが登場した月面戦の終局およびそれからの戦後は、新たなる陣営（G.A.F〈ガフ〉、R.V.L.T〈リベルタ〉など）による水面下の戦いが行われている。同時に、レイファルクスの解析によって得られた〈テスタ・ログ〉から月陣営側の戦いの目的も明らかとなった（ヤクトファルクスの説明書より）。
プラモデルとしては地球側と月側で違うデザイナーを採用する方針をとっている。
当一覧では、一般製品にはなっていない設定のみや作例で設定された機体が存在する。

#### 地球防衛機構側の機体一覧
SA-16 スティレット
轟雷と同時発売（製品ナンバー001）。世界初のフレームアームズとしてロールアウトされた機体。
実物の戦闘機（スティレットはF-2）をモチーフとした外観を持ち、汎用性を意識した機体設計により轟雷ともどもバリエーションに富んだ派生機が存在する。
飛行は、単発ジェットエンジンを模した背面ブースターと、外装各部にある補助スラスターを使用することで行う。基本的に移動や戦闘の大部分で、推進機を使用して移動している。
武装は手にグリップを握らせながら腕部で固定する「M547A5 60mmガトリングガン」と、「S-41-B・2連ミサイルランチャー」。また、スタビライザーとして外装にある尾翼状の翼のうち、肩にあるものを「ナックルソード」として近接格闘武装に応用することができる。
脚部はランディングギアをモチーフにした大型ホイールが装備され、平地でも高速移動および戦闘が可能。
なお、頭部がツインアイのように見えるが、額の部分が覆いかぶさっているだけで地球防衛機構共通のバイザー型となっている。
戦闘による機体開発が進む中で、一部のパイロットがスティレットを好んで使い続ける者がおり、それらのパイロットを対象に「制空部隊」が編成され、クファンジャルやスーパースティレットの武装も含めたカスタム仕様のスティレットが他の最新鋭機に負けず劣らない活躍を見せていく。
最初期に発売された後にリニューアル版が発売された際、リニューアル版発売時の世界観設定に倣って説明書の説明が変更されている。
また人気機体であり、制空部隊使用機は後年フルオプションセットが、フレームアーキテクトを最新型にして発売されている":RE"シリーズ第一弾となった機体でもある。
SA-16 スティレット制空部隊仕様
低視認性塗装を施した敵拠点攻撃用のスティレット。フルオプション仕様で、新型の左腕用ガトリングガンを装備している。
プラモデルはクファンジャルのランナーのほか、エクステンドアームズ04のものをセットにしている。
SA-16Ex スティレット 〈装備拡張試験型〉
ブースターやスタビライザーを排除し、全身にハードポイントユニットを装着した装備拡張テスト用のスティレット。武装はダブル・サブマシンガンとレーザーブレード。
SA-16B25 スーパースティレット
クファンジャルのパーツ（主に肩部のパーツ）を使用した改修機。これにより出力と機動面が改善。
SA-16B25c スーパースティレット改
上記、スーパースティレットの主翼を変更したマイナーチェンジ版。
SA-16sII スーパースティレットII
スーパースティレットをベースに、該当機体向けの拡張パーツを装備した強化機体。エクステンドアーム対象製品。
背面ブースターの再更新、肩部スラスターの前後スライド可動化などが施されている。
武装はギミックが盛り込まれた「ACS(複合兵装供給)クレイドル」が4基。1基で機関砲、スラスター、ブレードの3つを内蔵。増加装甲としても機能するが、多目的に組み込んでいるため重量がかさんでいる。ただし、推力を相殺するため機体操作難度を下げつつスラスターによる敏捷性のみ強化できる運びとなっている。
なお、バーゼラルドが完成したことで少数生産にとどまり、生産した拡張パーツはEXU-04として前線に運ばれた。
SA-16d クファンジャル
漸雷と同時発売（製品ナンバー003）。スティレットのバリエーション機で、より戦闘機として趣が強くなった。総じて見渡しの良い局地戦で運用される。
改修内容は、推進機を多用するスティレットの欠点を改善すべく、空戦能力向上と航続時間を延ばすことを目的としている。肩パーツに横に噴射するスラスターとサブジェネーターを内蔵した物に換装することで出力向上および機動性向上。また、脚部を主体に装甲を簡略化することで軽量化とバランス調整を図った。また、推進剤切れを考慮して地上戦能力も引き上げるための仕様が追加。その代償に装甲強度を下げる形となったため、いかに敵の攻撃を食らわないようするかの技量が必要になる。
上記、地上戦能力向上のため、脚部を逆間接に配置する「オストリッチレッグ機構」（鳥脚）により地上高機動形態に変形することができ、歩行速度を飛躍的に高め、脚部ホイールによる機動力も高めるようになった。
武装は完全手持ち式の「ミッドマシンガン」と「マルチミサイルランチャー」で、小型化したことで軽量化につながった。
なお、プラモデルとしてはスティレットのパーツとMW-04マシンガン・ミサイルランチャー（リニューアルにより単体版は廃番）が同梱されている。
スティレットレイジング フルアームドカスタム
スティレットのカスタム機で、バックパックをキラービークとソリッドラプター、脚部をレイジングブースターに換装している。
へヴィウェポンユニット18「レイジングブースター」および同19「ソリッドラプター」の製品画像に登場した公式作例。
三二式一型 轟雷（M-32 ウェアウルフ）
スティレットと同時発売（製品ナンバー002）。実物の戦車（10式）をベースにした堅牢な装甲を持ち、肩に「ニ九式二型120mm無反動滑腔砲」を装備。また、接近戦用にタクティカルナイフを装備。脚部にはキャラピラが展開可能で、足底部のローラーと同時駆動させることで高速移動が可能。パーツを変更させた特化型のバリエーション機もいくつか存在し、プラモデルの製品としては迅雷を除き轟雷のパーツが付属している。
名称について、地球防衛機構アメリカ支部では「ウェアウルフ」のコードネームが使用されており、バリエーション機もこれに倣った別名を持つ。
様々なバリエーション機用のパーツが多く、後にこれらの大部分を収録したパーツセット版もイベントで販売されている。
三二式三型 誘導弾 改良ホーク搭載型 轟雷
誘導弾「改良ホーク」を運用するために改装された轟雷。背部にFAの全長程もある大型のミサイルを4基搭載している。
三二式一型 轟雷・改
轟雷のマイナーチェンジ機で、ヘッドバイザー、胸部装甲、膝部装甲などを換装。肩部増加装甲や脚部ドーザーブレードを追加装備している。武装としては120mm低反動砲およびハンドキャノンを携行。ak-14Tタクティカルナイフを右側装甲にも装着可能となっている。
元はフレームアームズ・ガールとしてデザインされた轟雷改を再びフレームアームズとしてリデザインした機体である。
M-32RD アーマードウェアウルフ
轟雷をベースにした宇宙用FA。アーマーグライフェン同様のEXU-03を用いた高い火力を誇る。
三二式伍型 漸雷（ウェアウルフ・アベンジャー）
クファンジャルと同時発売（製品ナンバー004）。轟雷の格闘戦特化仕様機体で、滑空砲とキャタピラを廃し装甲全体を丸みを帯びた物に強化している。
「ダブルバレルガン・チェーンソー・バヨネット」を射撃兼斬撃武器として持ち、バヨネットの通り個別に装備することもできる。
また、素手の格闘戦用に「十一式電磁手甲」を使用して攻撃することができ、これを食らった機体はシステム自体にもダメージを負う。
なお、プラモデルとしては轟雷のパーツとMW-13チェーンソーが同梱されている。
三二式伍型丙 漸雷強襲装備型
漸雷をベースに、任地で限られた、もしくは余剰装備を使用し「現地改修」を行った特殊仕様の機体。
分離・斉射が可能な連結バズーカ「ライドカノン」と、マントのように覆う防弾布、高速推進機のエクステンドブースターを4基装備している。
単体版と違いMW-13は削除されている。（ライドカノンはS06フレームアームズウェポンセット2とフレームアームズ・ガール ウェポンセット1、エクスデントブースターはS06フレームアームズウェポンセット2に収録）
三四式一型 迅雷
轟雷をベースとした軽量型の機体。武装はブーメラン・サイズと120mm低滑腔砲、タクティカルナイフ。
元々は島田フミカネ氏の作例を商品化したもので、追加パーツで頭部＆胸部センサーがクリアパーツに変更。MW-11ブーメラン・サイズ（リニューアルにより単体版は廃番）、フレームアームズガール版迅雷流用のMW-11用拡張パーツ付属。
三四式一型乙 迅雷 〈突撃装備型〉
迅雷のバリエーション機。武装はハンドガン。
単体版とは違いMW-11と拡張パーツは削除、MW-24ハンドガンとMJ-03プロペラントタンク（角）が付属。
三八式一型 榴雷･改（M-38 ウェアウルフ・ブルーパー）
轟雷の長距離砲撃仕様の機体。改では、加えて近接攻撃に対応させた仕様。安定した砲撃を可能にするため、固定接地状態に展開可能な脚部に仕様を変更し、精密バイザーを搭載。
「六七式・長射程電磁誘導実弾発射機」（レールガン）を二門肩に装備し、敵の攻撃に耐えうるため「六五式防弾重装甲」を手持ちおよび機体各所に装備できるようになっている。
（六七式・長射程電磁誘導実弾発射機はS02フレームアームズウェポンセットとフレームアームズ・ガール ウェポンセット1、六五式防弾重装甲はS06フレームアームズウェポンセット2とフレームアームズ・ガール ウェポンセット1に収録）
M38TypeS クステンダイク
轟雷および榴雷・改、ウェアウルフ・スペクターを使用した作例品。電撃ホビーマガジン掲載。
堅い外装と盾、大型鉄槌「ハンマークラヴィア」による強引な格闘戦を中心とする機体で、設定としては榴雷の仕様変更機。轟雷の使用部分は腕部、ハンマークラヴィアはM.S.G.の武装を複数種組み合わせて刺付きハンマー状にしたものとなっている。
グリンゴ
コボルドをベースにした公式の作例品。月面側の機体がベースだが、物資不足による鹵獲品流用という形で地球防衛機構側の機体となっている。作例におけるパーツ構成はコボルドの頭部にシュトラウス、ヴァイスハイト、轟雷系のパーツが用いられた。また、マントが装備されている。
元が流用品の機体なうえに性能は汎用的であったため、最前線への再投入が多かった模様。
RF-9 レヴァナント・アイ
デザイナー主導ではなく、原型師側主導で制作された製品の第一号（モデラーズSIDE）。そのためギミックが多く盛り込まれている。スティレットや轟雷のバリエーションで続いていた最初期から新たに出された製品でもある。当初はレドーム頭部とレーザー・マルチプライヤーのみで販売する予定だったが、営業側の判断で追加パーツが付属される形になった。
強行偵察、および強襲用の特殊部隊向けの機体として製造された軽量機体。作戦に応じて装備を変更できる仕様で、各部センサー（頭部センサー「スカル・アイ」を始めてとしてサブセンサーを肩や脚部に搭載）、索敵装備（背部レドーム。これはスカル・アイと頭部を差し替えた強化版「ロート・ドーム・ヘッド」にすることもできる）、欺瞞装備（3D・プロジェクター〈胸部〉）、インラインスケート状のブレード・ローラー、特殊腕部（レーザー・マルチプライヤー。文字通り工作用プライヤーとレーザー砲を備えており、レーザーナイフとしても運用可能）、手持ち装備用マニピュレーター（レーザー・マルチプライヤーと差し替え用）。また、手持ち装備にMW-17フリースタイル・ガン（M.S.G.からの付属）を備える。
その多様性と運用目的のために機体の外装は比較的簡易で、フレームの露出が明らかなところがある。
運用としては主に「Special Combat Allround Rescue Unit」、通称「SCURU」部隊が使用。SCURU部隊以外の部隊も使用しているが、部隊名通り幅広い運用がされており、後のストーリーにも関わってくる。
なお、プラモデルとしてはフレームアーキテキクトの改良が初めて行われた。
RRF-9 レヴァナントアイ・リヴェンジャー
レヴァナントアイの拡張パーツを取り付けた機体。エクステンドアームズの初製品対象。
元の運用が直接的な戦闘向けではなかったが、当拡張パーツを取りつけることで近接戦闘に特化した機体となる。その外観は元が簡易的なものだったのに対し、全て取りつけると近接武装が日本刀を思わせる刀と鞘も相まって鎧武者を思わせるものになる。その刀を突き付けるように持たせるための角度持ちハンドパーツが付属され、一部他の製品でも取り入れられるようになった。
武装は上記の刀である「スラッシュエッジ」が数本。これを納める鞘もセットになっており、縦方向に開いて展開する形となっている。この鞘は拳銃型装備「ハイドシース・カノン」を末端部に装着できる。肩には多目的ランチャーの「ニードルガン」を展開可能。脚部はヒール状に換装されている（プラモデルとしては自立用の補助パーツ付属）。
当拡張パーツは元は下記のレヴァナントアイ・イーギルで使われたテスト用で、それがEX計画によりいくつか選定された上でEXU-01として前線に送られたことで、他種の機体とともに利用されることになった。ただし、フレームアームズ展では時系列の改訂があり、それに倣うとEXU-01が支給され、イーギルにはさらなる追加武装を施したもの、と運びとなる。
RRF-9/A レヴァナントアイ・イーギル
レヴァナントアイ・リヴェンジャーで使用されているEXU-01に試験装備を加えたテスト機。トリコロールの塗装が際立つ。M.S.G.のパーツが特殊カラーで付属するほか、当製品の武器設定に合わせるための取りつけパーツが付属している。
主な武装はEXU-01の装備に加えて、射出可能な「ハンマーショットガン」と、エネルギーで切断する「イオンレーザーカッター」4本。後者のこれらはいずれも運用が難しくEXU-01では採用されていない。また、武装配置の変更に伴って索敵装備はオミット。
上記リヴェンジャーでの運用経緯があるが、どちらにしても廃棄予定だったところを「リロイ・ハロルド」が使用することになった。一部作戦で巨木を切って武器にするなど変わった活躍もされ、またとある作戦では敵機体の鹵獲に成功するといった活躍も見せる。
SA-17 ラピエール
女性を思わせる外観を取り入れた製品。サイドテールを思わせる頭部パーツや丸みのある2対の胸部パーツ、ハイヒールのパーツを持ち、女性の外観を表現するため肩幅を狭くするパーツが付属した。設定的にはスティレットの後継機体。
スティレットと同様に空戦や航空支援を目的とする。スティレットとの違いとして滞空能力の高さが挙げられ、さながら高高度で滞空できる戦闘ヘリを思わせる。
武装はFa/SR-09 スナイパーライフル（M.S.G.MW-09リニューアルにより廃番）。なお、製品としてはランナーの都合上薙刀も付属している。
頭部の髪のようなパーツはレーダーユニットで、背面のブースターは無人偵察機「RAF/04 スポッター」として独立偵察が可能となっている。
EXF-10/32 グライフェン
サブアームを内蔵する独自の構造を持った製品。そのためフレームアーキテクトを外装に組み込む構造が独自となっている（Faのパーツを使用するが、元の型番名の通りFaとは異なった機体がベースとなっている）。
元は 「エクステンション・フレーム:グライフェン/EXF-10」と呼ばれる作業機械をベースにしており、これはフレームアーキテクトと運用の差を争ったが、構造上の問題でコスト高となり戦闘用に転換するまで海底や宇宙環境などの作業用として少数で運営されていた。そのため外観は潜防服のような構造となっており、機体強度で優れる性能を持つ。戦闘転換後もホームグラウンドとも言える海上戦など海部をメインとしている。
内蔵機構は腕と足に仕込まれたエクステンションアーム、通称「サブアーム」（各部4基分）。出力を上げれば様々なものを握り潰せるほどの保持力を持ち、アーム自体の長さもあるため重武装化やこれらを使った格闘戦が可能。設定ではスピアガンも内蔵。また、マルチパーパスランチャーを手持ち装備や外装取り付け用の装部として運用可能（2つ分がM.S.G.より先行して同梱）。
EXF-10/52 アーマーグライフェン
多数のミサイルを中心に重武装用の拡張パーツを取りつけたグライフェン。エクステンドアーム対象商品。当製品用にサブアームを内蔵していない手足パーツを収録しており、取り付けの際は大元のサブアーム付きのグライフェンとの選択式になる。
当パーツを取りつけ（一部換装）することで、陸上戦及び宇宙空間用の当機となる。換装に伴って機体各部の仕様が大きく変更されている。基本的に武装類は外装取り付け式であるためEXU-03としても支給されている。
武装はミサイルコンテナ10基とそれらに内蔵されたミサイル174発分。また、腕部には「20mmリボルバーカノン（2門）」を両腕、脚部には鳥の爪のようなフットクローを装備。基本的に数があまりあるミサイルを用いた重火力攻撃を主とし、弾幕攻撃による支援運用も想定。
なお、ストーリー上ではSX計画での随伴機として活躍を期待されている中、グライフェン開発スタッフが地球防衛機構以外（独立自衛組織）にも販売しており、それらによって怠慢が表ざたとなり、人事騒動が勃発。それにより製造ラインが停止するが、EX計画が始動した際に製造を再稼働することとなった。なお、人事騒動で解雇されたスタッフの顛末は記載されていない。
グライフェンSPEC-0G
グライフェンの作例品の一つ。宇宙空間向けに換装された物で、脚部の仕様を変更し、腕部のサブアームの攻撃性を強化。
アークライト
グライフェンの作例品の一つで、サブアームを用いて4足歩行にした機体。
4足歩行にしたことで、サイズは拡大したが踏破性が向上し、さらなる重武装を可能にしている。
四八式一型 輝鎚・甲（M48Type1 グスタフ）
機体各部にとにかく装甲を盛り込んだ超重装甲機。プラモデルとしては、フレームアーキテクトを逆さにする形で、股関節や脛を肩に、腕を脚にすることで、足幅の広いどっしりとした体格を実現している。逆さにしたFaの構造上の腕部可動域の狭さと重さのある武器を支えるため、背部マウンターや腕に仕込まれたサブアームで武器を取りやすくしたうえで倒れないようにする工夫が施された（機体設定上ではグライフェンのものをベースとしている）。
フレズヴェルク出現からSX計画が立案され、その時間稼ぎの代替案として製造されている。設計における要求は「装甲強度を轟雷の4倍以上にすること」と「可能な限り早期実戦投入」という大ざっぱなもので、それにかなえるべくおおよそ2か月ほどで完成した。機体のベースは重量装備に耐えうる「試作二八式」で、轟雷との機体採用を争ったが、採用を見送られ、今回の機体設計に適うものとして改めて組み込まれた経緯がある。
機体に外観から分かるほどの重装甲を施したことで著しい防御力を誇り、フレズヴェルクの攻撃に耐えうるものになった。当然ながらその分機敏な動作が取れない欠点を持つが、その重量を活かした突撃が有効に働く。なお、外観から引き立つ角状のパーツは「試作三式対光学障壁」という試作品で磁気膜を発生させ、光学兵器の威力をそぐことができる（代わりに磁気を使用するためジャミングが発生する）。
武装は百二式機関砲「火引（ひびき）」（チェーンガン、ミサイルランチャー複合兵器）と、九五式多連防盾「巌土（いわと）」（装甲板連結盾）。
戦闘機動はとりづらいものの、腰部に設置された「ショックブースター」と脚部のローラー（削岩機）を使用して高速移動は可能。なお、このブースターを跳躍に利用するパイロットもおり、重量機体を無理やりジャンプさせるという無投滑稽なものだったが有効と判断され、他のパイロットでも再現できるようになった。
元がSX計画の時間稼ぎとして戦場に出た機体だが、下記のようなバリエーション機も存在し、それぞれ有力なパイロットが戦果を挙げている。
四八式二型 輝鎚・乙 狙撃仕様
輝鎚のバリエーション機の一つ。輝鎚のパーツ・武装に加えて仕様名通りの武器の他、共通の仕様として装甲パーツ追加と脚部関節の仕様変更が施されている。
「輝鎚・乙」は、輝鎚に水による光学減衰を目的とした爆発反応装甲を機体前面に施し、頭部にもセンサー付きの増加装甲が設置されたものである。機体構造が大きく変化していないため、従来の装備も使用できる。ただし、元が整備面で扱いに困るものな上にさらなる重装甲を施しているため、最終的な生産数は少ない。
狙撃仕様では機敏さに劣る輝鎚の防御力と重量を利用し、超長砲身の狙撃銃による長射程攻撃に特化。試作三式対光学障壁の部分にも装備が施された。
武装は、百拾式超長距離砲「叢雲」。折りたたんだものでも輝鎚の全長をゆうに超えるほど大型で、使用の際はしゃがんだ上でサブアームで固定する。元は施設に設置されていた電磁加速式高射砲であり、それが転用されている。
四八式二型 輝鎚・乙 白兵戦仕様
輝鎚のバリエーション機の一つ。基本的な仕様は上記の乙型狙撃仕様と同等で、こちらは大型の近接武器が付属。
乙型近接仕様では、狙撃仕様を転用する形で装備が施されている。重装甲による堅さに加えて、腰部のショックブースターによる突貫力を活かし、高負荷に耐えながら敵機を薙ぎ払うように一撃でねじ伏せていく活躍を見せ大戦果を発揮した。
武装は「試製三式破城鎚」。傍から見れば鈍器のように見える鉈状の重量武装。裏側の方にブースターが設置されており、加速による高運動エネルギーによりアントはおろか敵施設ごと粉砕する。その分使用時の負荷がかかるため、サブアームで固定することが前提となっている。
また人気機体であり、後年、フレームアーキテクトを最新型にして発売されている":RE"シリーズとして限定発売乍第一弾となった機体でもある。
四八式三型 輝鎚・丙（M48Type3 グスタフ・ジュール）
輝鎚のバリエーション機で、下半身を拡張パーツである巨大ブースターで連結した物。エクステンドアームズ対象商品。
ブースターとなる部分（EXU-05）は、フレームアーキテクトに装備させる形をとっており、その関係上エクステンドアームズとしてはFaが付属。また、頭部の差し替えパーツも付属している。企画段階ではタンクパーツを想定していたが、発注の際に現在の飛行ブースターとなった。
重量機である輝鎚の質量を活かしたまま、速度を上げて突撃する縦深攻撃機への改修案として提示。ただでさえ整備性に難がある機体に対する無理な案であったが、上層部が採用したため少数が生産されることになった。投入時の作戦で活躍を見せるが、やはり整備と維持費が著しくかさんだため、解体したうえでパーツを目的別に転用することになった。
丙の換装装備であるブースター型強化ユニット（EXU-05）は、計16基にも及ぶブースターを装備したもので、さらにユニット前部には「二式複合装甲」が施されている。装備設計はフレームアーキテクトを核としたものとなっており、一体分をほぼ人型のままかぶせるように装着し、それを仰向けにしたうえで、胴体部を輝鎚の上半身と接続する。フレームを変形させることで4脚の駐機形態になる。また、空気抵抗性を考えて巨大角の頭部パーツを鋭角な物に変更し、巨大角を小さなアンテナパーツに変更したTレックス状のものになった。
四八式試製七型 輝鎚改 “楓刃（ふうじん）”
多対一をコンセプトにする近接戦用機。構成要素こそ輝鎚と同じくしているものの実質的には新型機とされている。パイロット負荷の問題から1機のみの試作に留まっている。
M48typeXT 次期戦闘技術実証機体（DRAGONETTI）
新装備のテストベッドとして開発された試作機。輝鎚をベースにしており運用部隊内では「ドラゴネッティ」の愛称で呼ばれた。
Ki28（設定のみ）
フレズヴェルク＝アーテルの説明書で登場する試作機。3機が試験機として製造された後に、アーテルから強襲を受け1機が大破している。他2機が支援にきたパイロットのおかげで破壊をまぬがれ、試験データも無事に持ち帰られた。
なお、大破した1機に刺さったままのべリルスマッシャーを鹵獲したことにより、Tクリスタルの解析も行われた。
YSX-24 バーゼラルド
機体デザインがリアルスタイルでリリースされていたフレームアームズの中で、いわゆる主人公機のような外観を取り入れた製品。そのため、全製品の中でも特に色数が多くなった。
フレズヴェルクが出現してから、それに対抗しうる次期主力機体を制作する「SX計画」において、量産におけるモデル素体として制作された。後付け設定では合計4機製造されたことになっており、一部ストーリーに絡んでいる（レヴァスレイターでの設定上ではバーゼラルド単体では4機だが、スペアや改修案などでの投入はあり、4機以上での設定の余地は残している）。
機体各部に「フォトンブースター」を多数装備したことで運動性及び敏捷性が強化されている。SX計画立案の上層部からの注文では「戦意高揚のために外観を最大重視」とあり、後に宇宙・地上両方での運用という無茶な注文も加わったことで、外観を変えずに軽量化を図るため装甲材質を変更した結果、防御力の著しい欠如という代償を支払うことになった。そのため、フォトンブースターを最大活用し被弾せずに戦闘を行う必要があり、1対多よりも強い1機体との直接対決に向いた仕様となった。
武装は「セグメントライフル」を2丁。後付け設定ではラピエール・ゼファーの装備していたものを基に制作されている。2種の弾丸を使用することでTCSを貫通して直撃させる1射2段射撃の構造を持ったライフルで、TCSを装備した機体に効果的ではあるが、一方で2種の弾丸を使用する上に同時発射という構造上とり回しが面倒になっている。防御装備は「スラストアーマー」だが、セグメントライフルの電力充填用のバッテリーと推進機を内蔵したものとなっており、防御力を上げることを目的としていない。また、1号機のみ「ABSA」と呼ばれるバリアを備えているが、使用時の扱いが難しいものとなっている。
部隊配備された際、カラーリングはスティレット同様のものへと変更されている。

YSX-24 <3/7> バーゼラルド・レヴァスレイター
元はコンテストに出展された最優秀賞で、その特典として公式機体一覧に加えられた作例出身の機体。副賞としてパッケージイラストと説明書を模した盾が贈られている。製品化はされていないが、公式機体に加えれられたことでストーリーに関わる機体となっている。
SX計画の目標であるカトラスがロールアウトしたことで、実戦上でデータを取るバーゼラルドとしての役目が終わるところを、現場の高い声や当時点での環境を考慮して月面反攻作戦に参加する機体として改修された物の一つ。バーゼラルドよりもさらに機動性を強化しており、またべリルウェポンの解析が進んでいたため、対TCSを想定した大型装備が施された。機体本体とは別の武装面では、他機種の装備や鹵獲装備の改修、試験装備のデータ反映によって短期間での設計が成立している。しかし、改修の副作用でパーツ増大、操縦の難化、改修に合わせたOSの再設計など、他機と同列に扱いにくい整備のしにくさが問題となる。
武装は、「ブリューナク・ランチャーシステム」と「レヴィ・ブレイド」2振りで、どちらも大型。前者はコボルドのビーム・オーブガンをベースに、増加パーツにより出力を上げた腰構えの射撃装備。後者はゼルフィカール/NEの試作型光波射出機のデータを反映させた大型斬撃武器。どちらもTCSを強引に破壊、もしくは切り裂き、その勢いのまま直撃させることができる。
背面にはエクステンドブースターEx-SPを機動ユニットとして装備。従来のエクステンドブースターと比較にならない性能を持ち、機動性はバーゼラルドの2倍ほどにまで向上している。ノズル単位でしか動かせなかった従来品よりもスラスターを自在に操作することができるため方向転換もたやすくなった。使用されたパーツは全て既存品からの流用で構成。
YSX-24c バーゼラルド砲撃戦仕様
バーゼラルドの目的別改修案の一つ。プラモデル製品としてはダークブラウンを中心とした黒色系のバーゼラルド本体と、M.S.G.フリースタイルバズーカが2丁。バーゼラルド本体は一部パーツ形状が異なり、バズーカを懸架するための肩部に繋がる環状パーツが追加されている。
扱いが難航した結果、採用を見送られた武装を当機に装備することで成立するかを試験・再評価するために企画された改修機。高威力の武装を以ってTCSの脅威を突破することが期待されている最中、他部門の対TCS装備が完成の目を見たためそちらを優先。この結果、当改修機は机上案から設計にまでに至ったが実機を製造することはなく終わった。資料上ではそうなっているが、一部前線のパイロットからは当機が現れた上に大暴れしたとの記録があり、実際に遭遇したというパイロットが一事件を起こしたという。
当機で評価を行う予定だった試作装備は「X-YN8/E イオンレーザーカノン」が2丁分。バズーカ状の高出力光学兵器と言うべきもので、FAが装備するには重すぎるのが問題だったが、フォトンブースターによる推力を持つ当機でなら若干機動力を下げるのみで十分取り扱えると思索されている。ただし、装備自体は軽量化されているとはいえ重いことには変わらず、肩に接地された懸架装置に搭載したうえで手持ち装備とする。なお、砲撃戦仕様に合わせてバーゼラルド本体の装備もある程度変更されており、頭部は「オプティカルバイザーT9」を搭載。バリアであるABSAの代わりに索敵システム「LADARシステム」を胸部に搭載し、敵機捜索からの砲撃を取りやすくしている。
YSX-24XX BSLD改“ムラマサ”
評価試験の後、パーツ予備機送りにされていたYSX-24を日本防衛機構所属のパイロット向けに改修したカスタム機。高出力バズーカのほか、スラストアーマーの増設が行われている。
SXA-24C ファイアバード
ベリルスマッシャーの搭載試験用機。YSX-24の通常装甲に加え、EXU-02ユニットを装備しているためゼルフィカールにも似た外見となっている。
YSX-24 RD ゼルフィカール
強化パーツを外装に取り付けた、バーゼラルドの強化機体。エクステンドアームズ対象商品。強化パーツのみを組み合わせることでFA側面をほぼ覆えるほどの大型盾を2つに組むことができる。なお、接続ピンが長いため、パッケージと同等の形にするには短く切る必要がある。下記のテストカラー版もフレズヴェルク=アーテルとのVSセットで発売された。
防御面で難点のあるバーゼラルドを補強するための改修案の一つ。増加装甲を取りつけ、重量増加に対するスタスターの増設、バリア機能の強化などが施されており、視覚的なフォルムはバーゼラルドから引き続いて両立させている。実際の実装は最前線や現場のことを考慮し、EX計画を利用した「EXU-02」としての製造との同時投入という形となった。その関係上、ゼルフィカールとしての実装は極少数で、「EXU-02」が多く前線に配備されている。
マス・アームドユニットとなる「EXU-02」の内容は、ブラストシールド（Type1、Type2）という大型盾の形にし、これを分解することでスラストアーマーtype-Gおよびスラストアーマーtype-Sがそれぞれ4個、フォトンブースターユニット2基、バリア機能となるABSAユニットが2基の、細かい追加装備・外装パーツになる。ブラストシールドにはそれらのパーツが半分ずつ使用されているため、機動力強化と防御力強化の両立が可能になる。
なお、ゼルフィカール実装にあたりバーゼラルド1号機を素体にしたテスト機が作られているが、フレズヴェルク=アーテルの強襲を受けどうにか退かせている。それにより、当ゼルフィカールをアーテル討伐に当てるべくさらなる改修が施されることになる。
YSX-24 RD/Ne ゼルフィカール/NE（ナイトエッジ）
ゼルフィカールに月面侵攻用の強化装備を加えたもの。夜景色の明るめのパープル＆ブラックカラーベースのゼルフィカール（及びバーゼラルド）本体のみに、武装パーツが2つ付属している。宮沢模型流通の製品であるため、一部の店舗販売はあるが入手が難しい製品の一つ。
フレズヴェルク＝アーテルから襲撃を受けたゼルフィカールが、討伐に向けた1つの特務機として幾度との戦場出撃から少しずつチューンナップが施され、アーテルを含めたTCSに対する新装備を追加。月面反攻作戦が本格化する頃、大規模なオーバーホールにより内部仕様が全体的に更新され基本性能を大幅強化、宇宙戦を想定したカラーリングとそれにふさわしい「ナイトエッジ」という名称が加えられた。
武装は、「試作型光波射出機」と「攻性防盾システム」。前者は鹵獲したべリルウェポンの研究の末、純度研究に使用した装置を武装として転用した物。TCSオシレータに似た刃状のパーツが二対となっており、これを組み替えることで射撃と斬撃両方で攻撃することができる。威力はべリルウェポンと同等で、TCSによる防御を困難にすることができる。後者は、楯状のアンカークロー射出機で、射出による攻撃の他、クローで敵を捕縛した上で追撃や投擲、敵機ごと盾にすることができる。
パッケージイラストでは、量産型と思われるフレズヴェルク系統機をいくつも破壊に追い込んでいるものが描かれている。しかし、月面側の機体も強化型が投入され戦力は拮抗していく。
SX-25 カトラス
SX計画の最終目標である量産化の結果ともいえる次世代機体。ただし、制作現場からのバーゼラルドよりも高い機体性能を重視した物（オリジナル。通称、O・カトラス）が、その元であるバーゼラルドのような外観を重視したものではなかったため、上層部からの指示で1機ほど解体されていたバーゼラルドのパーツを取りつけることになった。当機体は、いわば量産化宣伝用の一機体として戦場に出ることになった。一方のオリジナルとしての物は、下記のジィダオとして委託する形で製造されることになった。
武装はセグメントライフルを改良した「IR-P13」。また、TCSオシレーター採用武器、べリルウェポンを地球側の技術で最低限再現した「べリルダガー」も最大4本装備。手だけではなく足先にも装備が可能で、「ディフェンスローター」と呼ばれる回転装置を併用すると、TCSの特性を利用した防御盾に応用できる。
プラモデルとしては股関節と足首の仕様が変更され、より股を広げるようなポージングが可能になった。
カトラスの原型とも言えるO・カトラスは、コトブキヤ公式の作例も存在する（カトラス頭部とジィダオに、パテとプラ板による新規造形パーツで制作）。
JX-25F ジィダオ
東アジア防衛機構の汎用主力FA。上記のとおり、SX計画本来の量産仕様に相当する機体だが、外観はバーゼラルドから完全に離れた曲面主体に一新されており、量産性の問題が解消されている。
JX-25F/RC ジィダオ EA仕様
JX-25F/S ジィダオ 特務部隊仕様
JX-25T レイダオ
ジィダオの兄弟機に当たる攻撃特化型で、コンセプト的には東アジア共同体が独自に構想していたものでバーゼラルド砲撃戦仕様に近く、腕部にTCS突破のための大口径レーザー砲を固定装備。ジィダオと連携での運用を想定している。
JX-25E ジェンタオ
YRF-12 ジャイヴ(設定のみ)
後述のRF-12 ウィルバーナインのインストに設定されている。前述のレヴァナント・アイの戦果を受けてより攻撃的な用途に開発された陸戦型試作機。二輪車形態を取る事が可能で、高速機動を主眼として開発されたものの操作性に難があり、量産化は見送られていたが、後述のウィルバーナインやセカンドジャイヴ開発へとつながった機体。
RF-12 ウィルバーナイン
YRF-12 ジャイヴの欠点を克服し量産に漕ぎ着けた陸戦型の機体。二輪車形態には更に武装を展開し追加強化した強襲形態が加わる。主要武装は右手に備わった三本の「フィンガーマチェット」で、機体自体3本指の特殊マニピュレーターを持つ。
本来想定されていた制式カラーとして真紅に塗装されたコンセプトカラー機が存在する。
キットの成型色数は7色と、シリーズ随一の多色成形を誇る。変形時固定用の補強パーツが付属（公式推奨）。
RF-12/B セカンドジャイヴ
ウィルバーナインの戦果を受けて、当初の問題点か解消された事から、改めてジャイヴの量産化が決定した。つまり「ジャイヴ第二世代」機体として製造されている。ウィルバーナインのもたらした技術のフィードバックでジャイヴの欠点を克服した機体なので、ジャイヴとウィルバーナインの双方のコンセプトを持つ。
キットはウィルバーナインの成型色替え（リカラー）だが追加パーツをもって武装が新造されている。主要装備のマルチキャノンはライフル/ブレード/キャノン形態の選択式。
RF-12/XT レーゲント
ウィルバーナインの再評価プランと同時期に立案された「レーゲント計画」で開発された汎用支援FA。RF-12本来の開発コンセプトを実現しており、コストパフォーマンスに優れるものの、RF-12/B量産プランが優先されたため計画は頓挫。後にセカンドジャイヴを改修する形で生産され月面突入作戦へ参加している。
CE-F03 ファニーベア
進行路の開拓や物資運搬といった任務のために開発された工兵用FA。轟雷やウィルバーナインといった既存機のパーツを流用して制作されている。雪上移動用の滑走形態や資材牽引用のトランスポーター形態への可変機構を有する。作業用ながら緊急的に戦闘を行うこともあり、グレネードガンを装備している。
ウィルバーナインの公式ミキシングビルド例のひとつで、制作は原型チームの糸山雄大が担当している。
RF-Ex10 バルチャー改
バルチャーの改修と改良を施した、地球側のTCS（ベリルウェポン）「ベリルマチェット」試作実験を兼ねた機体。バルチャーの航続距離の欠点を解消した肩の大型推進ユニットが特徴。
キットはバルチャーのリカラーランナーと、追加パーツ用ランナーで出来ている。後述の通り本機のデザインも原型機と同じ倉持キューリューが担当している。
RF-Ex10/S ワイバーン
バルチャーを改修して更に強化、宇宙戦用特化した機体。同様の変形機構を所持し、二足歩行形態と上下反転する事で飛竜形態に変形可能。脚部に追加装備された「セイルスラスター」で宇宙用の高起動を獲得した。主要武装は剣としても使える連結可能型ベリルウェポンマシンガン「フラガラック」と辮髪状の「三節刀」。
キットはバルチャーとコンパチで、バルチャーに対応部品のランナーを追加した形。「乾式鉤爪」は追加パーツで平手・握り手・武器持ち手三種全てに対応可能となった。後述の通り本機のデザインも倉持キューリューが担当している。
LX-00 レイファルクス
月プラント攻略戦終盤に突如出現し月側FAを多数撃破した謎の機体。地球側に与してはいるものの建造されたのは月プラントであろうと言われている。TCを防御に利用したTCシールド「ベリルアーマー」を搭載し、また強力なベリルウェポンも装備している。武装は単体として使用する他に、パーツを接続して翼を形成する飛行ユニットとも、またはそれらを組み合わせたさらなる武装にもなる。
ウェポンパーツは本機への同梱状態の箱のままで別途「エクステンドアームズ06〈アーセナルアームズ〉」としても分売されている。
後述の月側勢力のFAであるNSG-Z0/D マガツキやNSG-Z0/E ドゥルガーIのデザイナーのToMoによって生み出された地球側勢力のFA。
LX-R01J ヤクトファルクス
レイファルクスのレプリカ機を仕様変更した機体。レイファルクスの青系統のカラーチェンジ版に、アーセナルアームズの代わりとして新規武装を2種類同梱している。
月面戦以降の戦後に発足された技術復興連盟「G.A.F(ガフ)」により、突如「誕生」とも言うべき形で登場したレイファルクスをレプリカという形で大方再現した機体であるが、FAに対して一方的に行動不能にするという強力すぎるべリルアーマーの再現までには至らなかった（ただし、TCシールドとしての防御機能は再現されている）。テスタ・ログをめぐってR.V.L.T(リベルタ)が公開を迫る中、互いの衝突が激しくなったころ、本来レプリカという研究で生まれた本機を戦闘用に仕様変更、G.A.F.の戦力としたのが当機となる。
レイファルクスが装備しているアーセナルアームズに代わる専用装備として、「BS-R/L40」と「一四式戦術駆逐刀」をそれぞれ2つずつ装備し、これらを単体もしくは組み合わせて運用する。「BS-R/L40」は大型ライフルとして運用するほか、肩に取り付けることで「セイルスラスター」という推進ユニットとしても機能する。「一四式戦術駆逐刀」は腰部に携える湾曲刀で、これらを一つに束ね双刃刀としても扱えるほか、「BS-R/L40」に取り付けることで挟みのようなシザー・ランチャーモードにもなる。
LX-R01HJ レッドファルクス
ヤクトファルクスの2号機を改修したフレームアームズ。専用武装としてシフターエッジを装備する。機体色は真紅に塗装されている。
X-2 白虎（BAIHU)
レイファルクス登場以降の月面戦後に登場したFA。FAというカテゴリではあるものの、フレームアーキテクトの胴体および腰部の部分のみを使用し、それ以外はFaを使用していない。設計は東アジア防衛機構のキョウト研究所。読み方は字面通りの他、ホワイトタイガー、バイフーなど。
本来はある目的のために制作されたが、その過程の副産物としてレイファルクスの持つべリルアーマーの効果である、Tクリスタルを動力として使用しているFaを機能停止させるという懸念に対する効果が得られた。それにより、フレームアーキテクトからの恩恵は少ないが、シミュレーションではべリルアーマーに対して何故か完全停止せずに機能低下のみで済む結果となっている（逆に言えば、実際に対峙した場合は不明）。機構や武装に新機軸なものを採用しているが、各部動力や武装素材などブラックボックスな面も多い。
各四肢は、Faに制約されない人体と似たような構造となっており、頭部のフェイスガードに覆われた部分は鼻と口らしき部分がある。また、頭部に搭載された補助AIから渋い声でしゃべる描写が存在する。
デザインは新川洋司が担当。設定どおり、フレームアーキテクトを胴体と腰部のみを骨格に、手足含めた大部分が新規に設計された製品である。それにより、フレームアームズとしては大型になっている。3mm軸で接続されているため、他のFAとの互換性あり。キットの箱には「BAIHU」のピン音の英字綴と「WhiteTiger」の英字が記載されている。
影虎（YINGHU)
白虎の強化プラン。機体色はシャドウカラーで施されており各部に追加装甲を装着している。また、武装として新たにプロトタイプキャノンを1門追加している。
X-2Z 零虎（ぜろとら）
影虎のマイナーチェンジ機で、専用の頭部ユニットを持つ。専用武装としてレーザーライフルを携行する。
X-7R 玄武（ゲンブ）
重装甲大型FA。
冥武（ミンウー）
玄武のバリエーション機。
DD-01
フレームアームズ開発黎明期であるCC209年頃に開発計画が存在した「原初のFA」。地上および海上での運用を想定した可変機で、艦艇とFA双方の特徴を兼ね備えている。専用のイージスシステムを搭載するなど非常に高い性能を有していたとされる一方で、その多機能さと反比例する形で機体サイズは大型化。必要以上に高性能化した結果、DD-01はオーバースペックと判断され開発計画は中止を余儀なくされる。本機の開発過程で得られたノウハウは空の「スティレット」、陸の「轟雷」へと引き継がれた。
DDX-101 金剛
DD-01の設計をもとにCC204年にリベルタにより開発されたFA。巡航形態である艦艇型への可変機構を備えている。フロートモーターと呼ばれる新基軸の推進装置を搭載。九四式単装速射砲のほか、M-YN20ビームバズーカ、CIWS（機関砲）、VLSなど多様な火器を装備している。
CVX-83 出雲
金剛の長距離突撃仕様。
信玄

謙信

十兵衛

タイプ・ヘクター デュランダル

タイプ・ヘクター ジュワユーズ

#### 月面側の機体一覧
基本的に地球側の目線で世界観が語られているため、地球側が定めた認識型番を用いる。型番は「Noble Satellite Guard」の略。
XFA-01 ウェアウルフ・スペクター
ウェアウルフ（轟雷）が月面側に鹵獲され、研究改修の後に地上に放たれた機体。プラモデルのベースは榴雷･改。
頭部が独自のパーツに覆われ、キャノンをいくつも連結可能なパーツを装備。また、シールドを装備しており、これに射撃・砲撃装備を懸架することで一斉発射が行える固定砲台のような重火力機体となっている。
月面側が、元は地球で開発されたフレームアームズの概念や技術を抽出し始めた機体となった。これにより、月面側でもフレームアームズが開発され始める。
NSG-12α コボルド
長腕で猫背のような座高の低い異様な体格を持つ機体。シュトラウスとともに、ヴァイスハイトの一部機体パーツで構成されている。この体格は、フレームアーキテクトの配置を入れ替えることで実現している。頭部はFaの物に何かをかぶせたようなシンプルなもの。
ウェアウルフ・スペクター以降、月面側の機体として現れたフレームアームズの一つ。傍から見ればザコのように思える外観であるが、1機で複数機を相手にできるほどのポテンシャルを持つ。具体的には武装による射撃戦、背部ブースターを利用した跳躍や機動戦、腕部を駆使した格闘戦など様々。
武装は「PG-005 ビーム・オーブガン」が腕部一体式で最大2門（両腕）。プラモデルとしては通常腕部との選択式。粒子ビームを発射する光学兵器で、連発はしにくいが高い威力を持つ。
なお、コボルドの近くに人がいる画像が確認されており、月面側の状態の謎を深めている。
NSG-25γ シュトラウス
コボルドと同様に月面側の機体として出現した陸上鳥型フレームアームズ。ヴァイスハイトの一部機体パーツで構成されている。コボルド同様に、Faのパーツを付け替えて、上記の体格を実現している。
コボルドの半人型と違い、こちらはダチョウのような首長鳥のようなフォルムとなっている。脚部が補助動力を搭載した鳥のような深い逆間接となっており、地上での移動速度は最高250km/hを誇る。ブースターは装備しているが、それを抜きにしても高い跳躍力を持ち、コボルドと同様に複数機体を相手にできる脅威性を持つ。なお、行動はコボルドのフォローを主体とする。
武装は頭部の「EC-003 イオン・ブースター・キャノン」（差し替え可能）。または胴体にある小さな「AW-002 レーザー・バイト・クロー」（両腕。MW-08ランス・ダブルブレード（リニューアルにより廃番）に対応した拡張パーツが付属。また、脚部にはミサイルランチャーをマウント可能（MW-04マシンガン・ミサイルランチャー（リニューアルにより単体版は廃番したがクファンジャルに付属）対応の拡張パーツ）
ウィザール
ウィザール・カスタム
RV-6 ガルツヴァーク
NSG-04δ ヴァイスハイト
コボルドの一部パーツを上半身と足、シュトラウスの一部パーツを脚部と装甲として構成された人型の月面FA。合体元の機体の外観から一転して左右非対称で主要機体のようなデザインを持つ。プラモデルの企画としてはシュトラウスが変形してヴァイスハイトになるところを、合体機にする提案がなされ、その過程でコボルドが作られることになった（それにより、合体時は余りパーツが発生する）。そのため、単品での発売はないが、下記のヴァイスハイトθ（ヴァイスハイトパーツのみで構成）や合体元2機を収録したアーマーセット（モデラー向け）で販売されている。
コボルドとシュトラウスのついでに確認された月面側のFAで、パーツが前述の二機と共通している上に作戦状況によって数が相関的に変動していたことから、同一パーツを取り付けて臨機応変に立ち回る機体と認識された。この機体の構成上、高装甲高火力で低機動というポテンシャル。当初はコボルド、シュトラウス、ヴァイスハイトのコンビネーションで地球側を追い込むが、後に対策を取られたことで戦力は拮抗もしくは劣勢に追い込まれる。しかし、ある種モジュール化されたパーツ構成から、パーツとアントをベースにいくらでも修復や編成が取れるため厄介となっている。逆に数が多いことを利用して地球側でも鹵獲したうえで研究や流用されるケースも見られる。
武装は、合体元の「APG-005 ビーム・オーブガン」（腕部・背部装備可能）「EC-003 イオン・ブースター・キャノン」（腕部外装型武装）。シュトラウスの補助動力も合わさってエネルギーに余裕ができたことから、他の手持ち武器も含めて大火力を実現している。
なお、当三機の名称は、ドイツで発見された際の行動に由来する。
NSG-04θ ヴァイスハイトθ
真紅色のヴァイスハイト。ヴァイスハイトで使用されるパーツのみで構成されており、下記の武装に合わせて一部の武装パーツがオミットされている。よって、ヴァイスハイトθのみではコボルドとシュトラウスを単機に組むことはできない。ストーリー面でも重要な役割を持つ。
試作型のべリルウェポン「試作型ベリルショット・ライフル」を二丁装備しており、TCSオシレータの恩恵を受けたさらなる火力を発揮する。
NSG-17λ ブラックフード
「コボルド＋シュトラウス アーマーセット〈Ver.F.M.E.〉」を使用した公式の作例品。コンセプトはフードをかぶった魔法使い。外装やフレームアーキテクトを組み替えることで、大元の機体郡からは想像もできない少女のような小柄の体格をとっている。
設定上はヴァイスハイト系のパーツで構成された偵察機体。魔法使いの箒のような武装兼機動ユニットを持つ。フレームを使用して背部に接続している。
ズィキス
ヴァイスハイトの亜種FA。ヨーロッパ戦線に投入されており、外観形状から「兎」を意味するコードネームが与えられた。
シュトラウスを胴体や頭部などの機体基礎としつつ、腕部をコボルドの大型のものに換装。脚部が文字通り兎を思わせるこじんまりとしたものとなっている。
原型を担当する糸山雄大による公式作例の一つ。
NSG-X1 フレズヴェルク
月面側のフレームアームズの中でも特に脅威とされる可変機構を備えた機体で、TCSオシレーターの原材料と言えるTクリスタルを再現すべくクリアパーツがふんだんに使用されている。当外装に合わせるために、フレームアーキテクトの肩の部分が専用のものとなっている。
「TCS（Tクリスタルシールド）」と呼ばれるエネルギーを発生させる「TCSオシレータ」（べリルユニット）を機体の各部に装備しているため、重装甲に見えない外観にも関わらず攻撃を簡単に通さない防御力を持つ。
また、このTCSはエネルギー攻撃にも応用が可能なため、攻防一体の性能で地球側のFAに損害を与えていく。
さらに、通常状態でも飛行が可能なうえ、航空機状の飛行形態「サイドワインダーモード」に変形することでTCSの特性を利用した高速移動・大気圏突入および離脱を可能にする。
欠点としてはその機体性能をTCSに依存する形で発揮するため、TCSに対する対策を取られると脆いという点で、加えてTCSの特性のため攻撃と防御を同時にすることはできない。そのため、ヴァイスハイトなどの随伴機との連携を前提とする。
主武装は「ベリルショット・ランチャー」を二丁。TCSを弾丸状に発射する武器で、TCSを纏わせることで格闘武器としても応用可能。
NSG-X2 フレズヴェルク＝アーテル
フレズヴェルクの近接攻撃特化型の特殊機体。
フレズヴェルクの無改造塗装コンテスト「俺ズヴェルクカラーリングコンテスト」で最優秀賞を受賞したカラーリングを採用している。このような経緯があるため、フレームアームズの各ストーリーにも登場する機会が多い。
基本的な機体設計は同一だが、主武装を「ベリルスマッシャー」2本に変更。当武装は変形機構を備えており、威力特化の斧「アックス」、真正面からの間合いを重視した矛「グレイヴ」、死角攻撃の鎌「サイズ」に切り替えることで、目的に合わせて攻め方を変えることができる。なお、TCSオシレーターの面積が広いため、サイドワインダーモードでの飛行速度が上昇している。
NSG-X3 フレズヴェルク＝ルフス
フレズヴェルクの射撃特化機体。主武装を多く装備したため機動力が低下しているが、その分の大火力を発揮する。固有機のアーテルと違い、こちらは数多くの機体で攻めることがある。
主武装は「ベリルショット・ライフル」4丁。ヴァイスハイトθと同名の試作装備を正式に採用したもので、これを多重装備することで連射力をカバーする。
地球側との交戦で、地球側の肉薄した戦闘の末に当機体が1体ほど鹵獲されたことで、べリルショット・ライフルなどの武装が解析され、地球側の技術が著しく伸長した要因になった。
本製品キット発売と同一期に、フレームアーキテクト改良新型での再発売系統「:RE」シリーズが開始されている。
NSG-XX オルトロス
フレズヴェルク以前に試作設計されたとされるプロトタイプ。肩部に装備された大型のガトリングガンが特異なシルエットを形成している。名称は飛行形態時の機種形状が双胴型であることから。ゴールドフレームと呼ばれる特別仕様フレームが使用されており、熱交換効率を上昇させる効果を持つ。なお、TCSオシレータは採用されておらず、大気圏内での飛行能力は有していない。
吉井雅之によるフレズヴェルクの公式作例の一つ。電撃ホビーマガジン5月号に掲載された。
NSG-XM
地球防衛機構による大規模反攻作戦時に月面側が迎撃機として展開したFA。
フレズヴェルクのマスプロダクトモデルと思われる形状で、ゼルフィカール/NEのパッケージに登場している。
NSG-Z0/D マガツキ
鎧武者の外観を持つ月面FA。当作までパッケージデザインを手がけてきたToMoが手掛けている。
下記のドゥルガーと同様に「基体」と呼ばれる軽装形態から、さらに強化外装を取りつける形をとっている。
月面上での重要拠点を防衛することを目的とするFAで、ドゥルガーとのコンビネーション運用をとる。
後述のドゥルガーIと共にToMoによってデザインされた機体。
NSG-Z0/G マガツキ・崩天
NSG-Z0/E ドゥルガーI(アイン)
甲冑騎士の外観を持つ月面FA。プラモデルとしてはマガツキと同コンセプトで、パーツを部分的に異ならせることにより当期の外観になるように設計されている。
月面上での重要拠点を防衛することを目的とするFAで、マガツキとのコンビネーション運用をとる。
前述のマガツキと共にToMoによってデザインされている。
NSG-Z0/K ドゥルガーII(ツヴァイ)
ドゥルガーIの武装強化型派生機体中で最も重武装とされている機種。機動性を落とした代わりに攻防の性能を大幅に高めている。大型の両刃剣である「ベルングルスト」が攻撃性能上昇に拍車を掛けた。
キットはドゥルガーIのリカラー+新規追加パーツで構成。デザインは原型機と同じToMoが担当している。
セカンドジャイヴ改
バルチャー改インスト内に登場した、ヴァイスハイトθとグレイヴアームズのパーツを用いてセカンドジャイヴを改造したもの。原型機の変形機構は削除された。「バルチャー改と一戦交えた月側のFA」という設定で元来は特撮用プロップ（小道具）の予定で作られた機体。なお当初は名前はなかったが、コトブキヤのFA公式ブログ内で製作担当の柚木が命名（ユーザサポートを兼ねた記事。泥縄設定のために本機には形式名称はなし）。

#### 所属不明機
SA-17s ラピエール ゼファー
中・短砲身の重火器を用いた特殊なラピエール。プラモデルとしては青を基調としたうえでゼファー専用武装と、頭部パーツが2種類追加されている。また、首周りの造形が改良され、稼働領域が改善された（以降に発売するラピエールにも反映される）。
突如として戦場に現れた青いラピエールで、ゼファーという名称はその戦い方からつけられた。地球防衛機構側と思われているが、パイロットを名乗る「今朝霧スミカ」ともども部隊に登録されておらず、「非公式ORG」所属ではないかとも噂されたが、ゼファーともども謎が多い。インファイト用にピーキーに調整された機体そのものや武装ともに、高い技術が用いられておりオーパーツをとも言われた。
武装は「八式電磁加速砲」2丁で、「準戒(じゅんかい)」「穿月(うがつ)」の名を持つ。ライフルの長さよりも短い拳銃サイズの武装でありながらリニアレールカノンの機構を持ち、とり回しがしやすい上で高火力となっている。
ストーリー上で大破した物を一部が月面側が持ち去っており、地球防衛機構も残りの部分を回収。回収できたパーツや武装がバーゼラルドの研究の基礎となる。
XFA-CnV バルチャー
両陣営の戦闘に唐突に割って入った謎多き機体。いわゆる「可変型FA」であり、二足歩行型と飛行型の二形態に可変可能なFA。猛禽類状の飛行形態を取る時は二足歩行形態と上下反転する。凄まじい攻撃力と引換に防御に難がある。専用武装は「三節刀」で、刃を展開し手裏剣形状になる。前述の通り地球側での改修機がバルチャー改、さらにその後継機がワイバーンである。
デザインは前述のバルチャー改及びワイバーンと同じ倉持キューリュー。キット発売時には一部パーツに不具合が発生し一時出荷停止となり、公式サイトブログ内でお詫びと対応を公開している。
XFA-CnB ベルクフリンカー
Oカトラスをベース（キットはジィダオ及びレイダオの拡張版）に、追加パーツを装着し飛行形態への変形を可能としている。

### 作品展開
GA Graphicにおいて志条ユキマサ、しらゆき昭士郎のフレームアームズコミックとして14話まで連載されていた。現在、連載元が閉鎖されているため閲覧不可。
一部製品の「ゼルフィカール vs フレズヴェルク=アーテル」にはブックレットとDVDが付属された物があり、フレームアームズ同士の3Dバトル映像「A violent struggle」が収められている。制作はstudio A-CAT。

### 関連・コラボ商品
クロスフレーム
フレームアーキテクトをフレーム素体とし、版権作品の機体を外装にしたコラボ商品。対象タイトルはボーダーブレイク、ブレイクブレイド。
フレームアームズウェポンセット
フレームアームズシリーズの付属武器パーツをセットにしたもの。
●ウェポンセット1
ガトリングガン（右腕用）×1、ミサイルランチャー×1（SA-16スティレット付属武器） ロングレンジキャノン×2（三十八式一型 榴雷・改付属武器）  ハンドガン×2（SA-17ｓラピエールゼファー付属武器）  小型ミサイルランチャー×1、グレネードランチャー×2（XFA-01ウェアウルフ・スペクター付属武器）  ベリルスマッシャー（鎌）×1（NSG-X2フレズヴェルク=アーテル付属武器）  FAハンドパーツ（グレー）拳・平手・武器持ち手が各左右分×1  FAハンドパーツ（ガンメタリック）拳・平手・武器持ち手が各左右分×1
●ウェポンセット2
アサルトライフル×1（本商品のみの新規ユニット）  六五式防弾重装甲×2（三十八式一型 榴雷・改付属武器）  ビーム・オーブガン×2（NSG-12α コボルド付属武器）  セグメントライフル×2、スラストアーマー×1（YSX-24 バーゼラルド付属武器）  ライドカノン×2、エクステンドブースター×4（三二式伍型丙 漸雷強襲装備型 付属武器）  FAハンドパーツ（オフホワイト）拳・平手・武器持ち手が各左右分×1  FAハンドパーツ（ガンメタリック）拳・平手・武器持ち手が各左右分×1
エクスデンドアームズ
　　フレームアームズの各機に対応した拡張セット
　　●エクステンドアームズ01〈RF-9 レヴァナントアイ拡張パーツセット〉
　　●エクステンドアームズ02〈YSX-24 バーゼラルド拡張パーツセット〉
　　●エクステンドアームズ03〈EXF-10/32 グライフェン拡張パーツセット〉
　　●エクステンドアームズ04〈SA-16スティレット拡張パーツセット〉
　　●エクステンドアームズ05〈四八式一型 輝鎚･甲 拡張ブースター〉
　　●エクステンドアームズ06 〈アーセナルアームズ〉
　　●エクステンドアームズ07 〈轟雷用誘導弾 改良ホーク〉
　　●エクステンドアームズ08〈コボルド用拡張パーツセット〉 
アーマーセット
　　別売のフレームアーキテクトを使用することで完成する装甲部分のみのキット。成形色はオフホワイト、センサー部は無色クリアで塗装や改造メインのモデラー向けキット。
　　●コボルド＋シュトラウス アーマーセット〈Ver.F.M.E.〉
　　　キット版では2体揃えないと完成しないヴァイスハイトを作ることが出来る。（ビーム・オーブガン用の内蔵フレームが付属するのでアーキテクトは1体でOK）
　　●轟雷アーマーフルセット〈Ver.F.M.E〉（コトブキヤ限定）
　　　漸雷強襲装備型、ウェアウルフ・スペクターの二種のアーマーパーツで轟雷、漸雷、榴雷、ウェアウルフ・スペクター、漸雷強襲装備型の5種のキットを選択式で組むことができる。
　　　（ただし「漸雷」のMW-13チェーンソーと「漸雷強襲装備型」のマントパーツは付属しない）
　　●グライフェン アーマーパーツ〈Ver.F.M.E.〉
　　　グライフェンの装甲部分のみのキット
　　●ウィルバーナイン／セカンドジャイヴ アーマーセット〈Ver.F.M.E.〉
　　　ウィルバーナイン＆セカンドジャイヴの装甲部分のみのキット。（ ウィルバーナインもしくはセカンドジャイヴの選択式）
　　●輝鎚・甲／乙 アーマーセット〈Ver.F.M.E.〉（コトブキヤ限定）
　　　輝鎚・甲＆乙の装甲部分のみのキット。（輝鎚・甲もしくは乙の選択式。大型武装の「百拾式超長距離砲 叢雲（ムラクモ）」「試製三式破城槌」の両方が付属）
　　●レヴァナント アイ アーマーパーツ〈Ver.F.M.E.〉
　　　レヴァナント アイの装甲部分のみのキット
　　●SA-16 スティレット制空部隊仕様 フルオプションセット（コトブキヤ限定）
　　　アーキテクト付属かつ成形色が違うが同様のコンセプトなのでこのカテゴリーに記載
　　　ロービジ成形色の「SA-16 スティレット」、「SA-16d クファンジャル（外装パーツのみ）」、「エクステンドアームズ04」の3種のランナーと
　　　新規パーツのスティレット左腕用ガトリングガンが付属してスティレットの派生機を再現できる。
フィギュアヘッズ
クファンジャル、バーゼラルド、輝鎚が2Foot(作中で操作・僚機として同行する戦闘ロボット)として武器とセットで登場。
フレームアーティスト 初音ミク
先にFAガールで展開しているフレームミュージック・ガール「初音ミク」をベースに、ロボット風に表現したコラボ商品。デザイン担当は柳瀬敬之。フレームミュージック・ガール版の表情パーツと普通の髪の毛状の前髪パーツも付属している。

## フレームアームズ・ガール
フレームアームズ（以下、見出し部を除きFAと略す）が発売された2009年の冬に開催されたコミックマーケットで、デザイナーとして携わる柳瀬敬之の同人誌「R:W09」に参加した島田フミカネが描いた擬人化イラストが発端。略称はFAガール（海外版ではF.A.Girl。以下、本記事内でも見出し部を除き、略称として使用する）。なお、当初はアルファベット表記での略称であるFAG（綴り状においてはFA:G）も使用されたが、綴りが英語圏においてホモセクシャルに対する蔑称と同様のため、現在は公式では使用されていない。
シリーズ継続の可否の課題が残る状態の中、2015年5月に発売された第1弾の轟雷が大ヒットし、模型雑誌界隈でも大きく取り上げられていく人気商品となる。当初は柳瀬と島田2名のデザインで展開されていたが、FAに携わる他のデザイナーがこちらにも参加する形でラインナップが広がっていく。基本的にFAをベースに製品化しているが、FAガールオリジナルの製品も制作されている。
背景には、2000年代末頃から為替レートや人件費で有利だった海外で人手のかかる彩色工程の量産化に成功し市場急成長したフィギュアが、2010年代半ば頃はコスト高騰に苦しむようになり、工程自動化率が高く相対的に影響が小さいプラモデルへの置き換えを志向したことがある。ただしプラモはPVCフィギュアに比べ人体のような柔らかい物の表現が苦手で、FAガールは美少女キャラクターながら硬質のメカ要素を多く持つデザインとされた。類似のデザインはフィギュアでも武装神姫という先例があったが、コトブキヤは自社プラモ製品で成功を収めた、武器パーツ等の取付をシリーズの枠を超えた共通化をFAガールでも採用。それまでのフィギュアには希薄だった、多様なパーツの流用組換と、PVCと比べプラ素材の加工性による高いカスタマイズ性という、単なる妥協策に留まらない独自の付加価値を持たせた。
模型としての種類はFAと同じく組み立て式プラモデル。自由にポージングが可能であり、素体自体もシリーズを経るごとに改良がなされている。
パーツ構成はフレームアーキテクトに相当する人型の美少女モデル素体と装甲、武装パーツ類（フェイスパーツなど頭部パーツに関する差し替え品付属）。全長約15cm。
素体や外装パーツに3mm軸穴があり、FAのパーツや互換対応しているコトブキヤの製品やパーツを接続可能となっている。なお、一部商品にはドールの装飾品に対応させるためのパーツも付属し、可動するドールとしても遊ぶことができる。トミーテックが発売している「リトルアーモリー」と連携しており、一部製品を同梱している。
概要にもある通り、途中で世界観などの背景設定が導入されたFAとは異なり、FAガールについては特に設定は設けられていない。そのため、FAが1/100スケールであるのに対し、FAガールは1/○といったスケールの表記もないノンスケール（全長解釈自由）となっている。

### フレームアームズ・ガールの一覧
基本的に擬人化の対象機及び一般販売された物で区分け。オリジナルについても一般販売をベースに記載。限定版などについては特性部分を該当製品で記載する。
轟雷
FA轟雷をベースにした外装（胴体、肩、手足、ヘッドギア）や武装を持つ。コトブキヤショップ初回発売分には、FAガール誕生の原点となった柳瀬の同人誌「R:W08/09」が付属している。
素体は黄色寄りの白色のショートヘア。下腹部はショートスカートとパンツ（デカールで絵柄を装飾）の構成となっている。腕と脚はアームカバーとハイソックス、それ以降の素肌の部分にパーツ分けされている。なお、手足パーツで可動するのは外装パーツで、当時点では外装なしの手足パーツは固定式になっている。
武装はFA轟雷と同じく背部キャノンとタクティカルナイフに、M.S.G.のフリースタイルバズーカを同梱。脚部装甲にはFA轟雷と同じく展開式履帯がある。
最初期に発売した製品であるため、イベントやコトブキヤショップ限定のカラーバリエーションも多く発売されている。
スティレット
FAガール轟雷と同じく、FAスティレットと同タイプの外装と武装（ガトリングガンとミサイルランチャー、またM.S.G.の日本刀が付属）を持つ。素体に関しては若干の改良が施され、組み込みパーツの差し替えがしやすくなり、スカートの分割化や股関節設計の整理と補強により、轟雷よりも足回りのポージング（脚を上げる、座るなど）が取りやすくなっている。
素体の外観は明るい青系統のツインテールに、FAガール轟雷と同じスカートとパンツの構成。
限定版製品として、ハセガワのたまごひこーき（T4ブルーインパルス）とセットになったカラーバリエーション版がある。これに伴い、穴開け改造でたまごひこーきを背部に接続できる作例が、コトブキヤから紹介されている。また、ゲーム『ファンタシースターオンライン2』とのコラボレーションを記念した、AISカラーの限定版も発売されている。
スティレット -blaze- （スティレット・ブレイズ）
2019年3月に発売されたドラマCD「ラジオ フレームアームズ・ガール改」に付属するバリエーション製品。従来のスティレットとスタイルは変わらないが、肩関節に改良を加え、可動範囲を拡大したマイナーチェンジ版となっている。カラーリングは白・臙脂色・オレンジ色を基調としており、ヘヴィウェポンユニット「エグゼニスウイング」の特別カラーリング版が同梱されている。
マテリアNomal Ver./White Ver.
FAの機体をベースとしていない、FAガールオリジナルの製品。装甲や武装をもたず、FAガールの素体としての可動域やプロポーションが強化されている。
股関節がスライド機構とスイング機構を内蔵した物に変更されたことで、可動域や強度が上がり、乗り物にまたぐようなポージングが可能となる。ハンドパーツもスイング式を採用したことで手首を水平に曲げられるようになっている。
なお、外装なしの手足パーツが可動するようになった物が新たに制作されている。
3mm軸穴は少ないながらも、背部に1つ、肩の付け根と腿にハードポイントの形で2つの計5つ備えられている。
髪型はセミロングヘア。下腹部デザインはスカートとパンツではなく、新規にローレグがあらかじめ塗装済みになったもののみを採用。
これまで限定盤のみカラーバリエーションが発売されていた中、マテリアでは一般販売において色違い版（White Ver.）が発売されている。通常版が薄青の髪と、アームカバーとハイソックスにあたる部分が灰色と黒になったもので、White Ver.がピンクの髪に、白とメタリックでポイントされている。特別版ではWhite Ver.をベースに素肌の部分が褐色になったものも登場。
武装や外装を持たないため安価となっており、可動域の広さに加えてデザインに複雑な凹凸がなく、さらにプラモデルゆえに改造がしやすいことから、ドールの素体としても人気を博し、コトブキヤでもドールとしての作例が紹介されている。
アーキテクト/アーキテクト Off White Ver./アーキテクト Gun Metallic Ver.
特定のFAがモチーフではなく、その名のとおりFAのフレームアーキテクトをモチーフにした製品。装甲は付属しない。
下腕部と脚部はフレームアーキテクトを模した意匠となっており、フレームアーキテクト同様に体の各部にある3mm軸穴を用いた拡張がしやすいデザインとなっている。また、肘関節のパーツを差し替えることで、FAの前腕部を丸ごと取りつけることができる。
髪型は後ろ髪を滑らかに広げたロングヘア（可動可能）。髪は白系統の薄青で、全体的な配色はフレームアーキテクトに準拠。下腹部は轟雷やスティレットと同様のスカートとパンツ構成。素体としての可動域は当時点での技術を応用し、比較的可動しやすい構造になっている。
装甲はなく、武装のみ装備。武装はインパクトナックル（両手）で、差し替えることで3形態に変更可能。
本作より表情パーツの頬にチークが塗られており、以降の製品にも同様の処理が施されている。
Off White Ver./Gun Metallic Ver.は見た目はアーキテクトの成形色違いだが単なる色違いにとどまらず、イノセンティアと同じ肩関節の引き出し機構の追加、FAの脛部を丸ごと取り付けられる差し替え用膝関節パーツの追加、踵の可動など、各部がブラッシュアップされている。インパクトナックルは付属しないが、その分ノーマルのアーキテクトよりも価格が安くなっている。
迅雷/迅雷 Indigo Ver.
元となったFA「迅雷」は、島田フミカネが改造したFA轟雷の作例で、既存のFAの製品ラインナップにはないオリジナル。
素体はマテリアとアーキテクトをベースとしており、素体の可動域が広く取られている。外装は島田製作のFA迅雷と同様、FAガール轟雷をモチーフにした新規版。
武装は腕部取り付け式キャノンとタクティカルナイフ。また、M.S.G.のナイフセットとブーメラン・サイズが付属している。
髪型は細長いポニーテール。下腹部はマテリアと同タイプ。マテリアと同様に一般販売で色違い版（Indigo Ver.）が発売されている。通常版外観は金髪で、外装は赤。Indigo Ver.は全体的に暗めの青系統で配色されている。髪パーツは通常版のポニーテールに、広がったポニーテールのものとショートヘア用のパーツの3種類が付属。武装は手裏剣が新たに付属し、ブーメラン･サイズの代わりにサムライソード・マチェットが付属している。
コトブキヤショップ限定版では、アームカバーとハイソックスの配色が、素肌の部分と同系色になったもの（マテリア脚部。なお、下記のイノセンティアのような素足状ではなくあくまで色違い）が発売されていた。
バーゼラルド
FAバーゼラルドをモチーフにしたもの。キットとしては完全新規造形となっている。
素体はFAバーゼラルドの頭部パーツを素体デザインの島田がウサミミと解釈したため、ウサミミとウサギのしっぽ（後述するサブアームおよびテイルバーニアと換装可）を持った白いバニーガールとなっている。髪は金髪のロングヘアで、脚部の配色はタイツをイメージしたダークグレー。背部は腰部に3mm軸穴を1つ持つ他、サブアームを保持するための縦穴がある。
装甲は腰部と脚部のみとなっており、上半身の武装は手持ち武装と背部から接続するサブアームとなっている。サブアームはFAバーゼラルドの腕部を模したものとなっている（肩部は軸穴を備え、スラストアーマーなどを装着可能）。サブアームを支持するために腰部は可動をオミットし、強度を高める仕様となっている。
武装類はセグメントライフル4挺（FAから流用。2つはサブアーム用）、サブアーム用の武装類、スラストアーマー2基。
赤をベースに黒髪、部分的に白を使用したスペシャルカラー「LIMITED COLOR HJ.Ver」も制作されており、ホビージャパンの雑誌『フィギュアJapan』の付録となっている（書籍扱い）。
また後述のアニメ版の低身長ボディなどを新規造形で再現した「Animation Ver.」も発売されている。
フレズヴェルク
FAフレズヴェルクをモチーフにしたもので、バーゼラルドと同じく完全新規造形。パーツ数が非常に多いため、箱が大型化している。メカデザインはFAフレズヴェルクと同じく木下ともたけ。素体デザインは駒都えーじが担当している。
素体はスクール水着状の衣装で、髪は水色系統のショートヘア。体形は全体的に肉感的になっている。新規造形に伴い可動構造も改良が施されており、新たに二の腕部分が可動するようになり、腕自体の後付けが可能になっている。
外装はバーゼラルドと同じくバックパックタイプで、フレズヴェルクのものを再現。FAフレズヴェルクと同じく可変機構を備えており、通常形態とサイドワインダー形態に変形可能。それ以外にも、素体から外して組み替えることで、他の製品素体を乗せられるエアバイク形態に変形させることもできる。
武装はべリルショット・ランチャー2挺（FA版と同型だがサイズを縮小している）、ブレードダガー2丁、手持ちや外装に取り付けられるキャノン。
イノセンティア / イノセンティア Blue Ver.
FAのラインナップをベースとしていないオリジナル製品。装甲や武装が付属しない素体のみの商品で、マテリアと同じく素体としての特徴を重視した製品。
マテリアと同様の股関節に加えて、肩パーツにスイング方式を採用したことで引き出せるようになったことでさらに可動域が広くなり、腕を組むようなポージングが可能になる。また、肩の付け根や腰の構造を改良したことで、強度と保持力も向上。3mm軸穴はマテリアのものから新たに背部に2つ、腰部に1つの計3つが新たに追加され、拡張性が上がっている。
アクセサリーが多く盛り込まれ、大きな胸を表現するパーツや、ショートヘアに取り付けられるツインテール状の髪パーツ、複数種の獣耳パーツが付属。また、ドール衣装用の手・足・首パーツも付属しており、マテリア同様にコトブキヤでドール作例が発表されている。
髪色はクリーム色のような白系統。身につけているアンダースーツ類は赤と黒で配色。
なお、迅雷の限定版で付属されていた素肌色の手足パーツが、新規造形パーツ（素肌版は足の先端が靴状ではなく足指になったことで素足を表現）として通常色とともにデフォルトで付属している。
Blue verでは、これまで他製品の特典だった褐色肌をベースに、黒髪と青系統色スーツで構成。一部パーツは1パーツで2色分のランナーが付属されており、部分的なカラーチェンジが可能。また、パッケージの表情も変更されている。
フレズヴェルク＝アーテル/フレズヴェルク・インバート
FAフレズヴェルクのバリエーション機の一つをモチーフにしたもの。
基本的な製品仕様はフレズヴェルクと同じだが、主要武装がFAアーテルと同じべリルスマッシャーに変更され（ダガーとキャノンは変更なし）、カラーリングもFAアーテルに準じた白ベースに変更されている。また、髪型は金髪のツインテール（付け根と髪止めの二段可動）になり、表情パーツもフレズヴェルクとは別のものが付属している。
TCSオシレーター部のクリアパーツには、プラモデルとしては珍しくクリアブルーの成形色の上から偏光メッキ加工が施されている。
フレズヴェルク・インバートは、テレビアニメ第1期第12話の暴走状態を再現したもので、グレーと赤ベースの成形色となっている。
フレズヴェルク＝ルフス
FAフレズヴェルクのバリエーション機の一つをモチーフとしたもの。
FAルフス同様、主要武装としてベリルショット・ライフルが4挺付属している。カラーリングはマルーンベースでTCSオシレーター部は紫の偏光メッキ仕上げ。素体は肌が褐色、髪は薄紫色で、FAガールのアーテルよりも短いサイドツインテールとなっている。
バーゼラルドの｢HJ Version」と同じく、キットは駒都えーじのデザイン画などが収められた資料集『マスターファイルBOX フレームアームズ・ガール フレズヴェルク＝ルフス』の付属品であり、流通は書籍扱いである。
白虎 (バイフゥ)
FA白虎をモチーフにした、完全新規造形のFAガール。デザインはFA白虎と同じく新川洋司が手掛けている。
特徴的なヘルメットと胸部装甲は脱着が可能。また、腕部や脚部をマテリアやイノセンティアのものと交換することによって、軽装甲バージョンを再現することができる。
フレームアームズ・ガール&ラピッドレイダーセット〈フレズヴェルクVer.〉
フレームアームズ・ガールとM.S.Gギガンティックアームズがセットになった初の商品。赤を基調としたオリジナルカラーのフレズヴェルクの素体と、大型戦闘用バイクのラピッドレイダーが同梱されている。
シルフィー
メガハウスが展開するデフォルメフィギュアシリーズ「デスクトップアーミー」とのコラボレーション作品。完全新規造形。デザインは「デスクトップアーミー」と同じくBLADEが担当している。
FAガールでも「デスクトップアーミー」と同じくデフォルメ体形で、身長が8センチメートルに統一されている「デスクトップアーミー」よりは大きいが、それでも身長は通常のFAガールの半分程度。しかしFAガールの商品フォーマットで製作されたモデルであり、膝関節が引き出し式の3軸構造になり、股関節が前方に可動するなど、デフォルメモデルだが可動域の広さは通常のFAガールに引けを取らない。身体の各部に3mm軸穴を持ち、パーツの共用も通常のFAガール同様に可能となっている。
グライフェン
FAグライフェンをモチーフにした、完全新規造形のFAガール。デザインはメカ・素体共に木下ともたけ。
装甲装着時は、素体がロボット状の強化服に乗り込むような形態を取る。素体は髪が明るい紫色のセミロングで、スクール水着にセーラー服の上半身のようなスーツを纏う。素体の可動域はフレズヴェルクに準拠。装甲はFAグライフェンと同じく副腕も再現しており、さらに2足歩行する二脚ライドビーグルに変形させることができる。
轟雷改 Ver.2
アニメBlu-ray4巻の限定特典として発売された轟雷改を元にしたブラッシュアップ版。カラーリングは第一弾の轟雷と同じものに変更され、可動範囲の拡大、豊富な種類の胸部パーツなど、これまでのモデルで培われた技術が数多く取り入れられている。パーツの選択により「轟雷」として組み立てることも可能。（後に轟雷改オリジナルの白Verも発売）
レティシア
マテリア、イノセンティアと同様にFAのラインナップをベースとしていないオリジナル製品で、装甲や武装を持たない素体のみの商品。
既存5種のハンドパーツに加え、新規造形となる「ハート手」「サムズアップ手」「ピース手」「指さし手」「銃支え手」の5種のハンドパーツが付属。またイノセンティアと同じく胸部パーツの選択が可能。頭髪パーツは3種類からの選択式となっている。
フレズヴェルク Bikini Armor Ver.
フレズヴェルクの素体のスクール水着状のボディスーツを、駒都えーじが新たにデザインしたビキニアーマーに置き換えたもの。通常のフレズヴェルクよりも生身の女性により近いフォルムとなっている。手足は装甲付きのものと装甲なしの素肌のものが付属。ブレードダガー以外の武装や装甲は付属しない。
ゼルフィカール
FAゼルフィカールをモチーフとしたFAガール。デザインは島田フミカネで、素体はFA同様だが髪などが異なっており、バーゼラルドのものをベースに関節部をブラッシュアップしている。装甲を外して尻尾をつけるとバニーガールとなるのはバーゼラルドと同じ。カラーリングはFAゼルフィカールに準拠したネイビーブルーベース。装甲はバーゼラルドと同じく腰部と脚部のみで、上半身の装甲はサブアーム形式となっている。FAゼルフィカールのブラストシールドの再現が可能。
後に、バーゼラルドの白色ベースに、追加装備「ガンレイピア」が4本付属など一部マイナーチェンジを行った「ST Ver.（スタンダード バージョン）」がリリース。
スティレットXF-3
スティレットの関節部や表情パーツをアップデートし、武装パーツを追加した最新版。追加された武装パーツの一部は、分離・組み換えによって無人戦闘機形態とすることができる。轟雷改 Ver.2と同じく、パーツ選択により「スティレット」として組み立てることも可能。
ドゥルガーⅠ
FAドゥルガーⅠをモチーフとした、完全新規造形のFAガール。デザインは駒都えーじが担当。素体は軽装モードと呼ばれるビキニアーマーとなっている。武装モードにする際は分解し一部パーツの取り外しを行ってから取り付けるようになっている。
後にAmazon.co.jp限定でカラーリングを変更したドゥルガーⅠに特別色のMSG「エクスアーマーC」、「エクスアーマーE（ドレスVer.）」、「アルナイルロッド」が付属した「ダークネスクイーンVer.」が発売された。
マガツキ
FAマガツキをモチーフとした、完全新規造形のFAガール。デザインは駒都えーじが担当。素体はくの一モードと呼ばれるビキニアーマーとなっている。武装モードにする際は分解し一部パーツの取り外しを行ってから取り付けるようになっている。
後に白色ベースの「[橘花]」が発売された。
アヤツキ
FAガールマガツキのバリエーション機の一つ。素体はくの一モードと呼ばれるビキニアーマーとなっている。頭部・髪パーツは新規造形となっており、右サイドテール、左サイドテール、ツインテール、ショートカットが選択可能。武装パーツを装着した状態はアヤツキと呼ばれ、マガツキの武装パーツを装着した状態を武装モードと呼んでいる。
武装は新規武装として短剣4本、鎖鎌、成形色が異なるマガツキの武装であるテンカイとサツガも付属している。
フレズベルク＝アルバス
フレズベルクのバリエーション機の一つ。
主要武装としてMSG「ガンブレードランス」が2本付属。
影虎
FA白虎のバリエーション機をモチーフとしたもの。デザインはFA影虎と同じく新川洋司が担当している。
金剛
FA金剛をモチーフとしたFAガール。
ドゥルガーⅡ
FAドゥルガーⅠのバリエーション機をモチーフとしたもの。
マガツキ 崩天
FAマガツキのバリエーション機をモチーフとしたもの。
出雲
FA金剛のバリエーション機をモチーフとしたもの。
ウィルバーナイン
FAウィルバーナインをモチーフとした、完全新規造形のFAガール。デザインは駒都えーじが担当。
ウィルバーナイン ベリルアーマーカスタム
FAガールウィルバーナインのバリエーション機の一つ。
零武
FA白虎のバリエーション機の一つである玄武をモチーフに、配色を変更した完全新規造形のFAガール。デザインは新川洋司が担当している。
信玄
FA信玄をモチーフとした、完全新規造形のFAガール。デザインは島田フミカネが担当。

### 関連商品
セッションベース
アニメ版作中でも登場したハンガーベース。ハンガーに懸架台を取りつける3mm軸穴が多数用意され、FAガールサイズの武器を展示できるほか、プラモデルのポージングを補助するフライングベースとセットとなっている。
充電くん
FAガールオリジナル製品の一つで、下記のアニメ版でサポートキャラとして先行する形で登場している（厳密にはイベントでの試作品からアニメに続く）。
コンセントのような頭部とそれぞれ角ばった長い胴体や手足で構成されており、各部には拡張用の3mm軸穴を多数備えている。色はグレーを中心に要所でシルバーを使用している。可動域は肘に二重関節を使用しているが、構造上FAガールのものより少し狭い。
変形用の固定パーツとコード状のケーブルが付属しており、アニメ作中のベッド、イス形態や充電シーンを再現可能となっている。また、後の発売されたセッションベースと足を接続することができる。
キューポッシュ
コトブキヤのデフォルメ可動フィギュアシリーズ。FAガールのキャラクターを製品化。FAガールシリーズは3mmジョイントを採用し、対応製品を取りつけることができる。
フレームミュージック・ガール 初音ミク
「究極の初音ミクのフル可動プラモデルを作る」というコンセプトのもと、ホビージャパン、コトブキヤ、クリプトン・フューチャー・メディアの3社合同企画として、フレームアームズ・ガールのノウハウを最大限投入して製作されたキット。デザインは島田フミカネで、ミクのオリジナルデザインを踏襲しながらもフレームアームズ・ガールの意匠を各部に取り入れたデザインとなっている。背中に3mm軸穴を1か所（大腿部に2か所増設可能）を持つ。
勇者王ガオガイガー クロスフレーム・ガール ガオガイガー/ブレイブ・ガール
テレビアニメ『勇者王ガオガイガー』の主役メカ・ガオガイガーをモチーフに、フレームアームズ・ガールの技術を導入して製作されたキット。デザインは駒都えーじ。ベースとなるギャレオン/ガイガーを少女に置き換えた上で、ガオーマシンとのアニメ同様の変形合体を実現している。
ブレイブ・ガールはクロスフレーム・ガール ガオガイガーからガオーマシンを排し、素体のみをキット化した製品。フレームアームズ・ガールとの互換性を持つ他、コトブキヤがリリースする「勇者シリーズ」のキットとも互換性を持つ。
ウェポンセット
FAの武装パーツをFAガールの成形色に合わせたセット（流用元のFAにも使用可能）
- フレームアームズ・ガール ウェポンセット1
  - ロングレンジキャノン×2（三十八式一型 榴雷・改付属武器）  六五式防弾重装甲×2（三十八式一型 榴雷・改付属武器）ライドカノン×2（三二式伍型丙 漸雷強襲装備型 付属武器）MW-31 アサルトライフル

- フレームアームズ・ガール ウェポンセット2
  - ヘヴィウェポンユニット06 エクシードバインダー　MW-09 薙刀＆スナイパーライフル　MW-25 サーベル＆ハンマー　MW-35 エネルギーシールド

ギガンティックアームズ
フレームアームズ・ガールなど15cm相当のキャラクターが搭乗できる大型キット
1. パワードガーディアン
2. ブリッツガンナー
3. ムーバブルクローラー
4. アームドブレイカー
5. コンバートキャリア
6. ラピッドレイダー
7. ルシファーズウイング

- ワイルドクローラー
- ストライクサーペント
- オービタルマニューバー
- オメガリアクター
- オーダークレイドル

サードパーティ製ガレージキット
ランペイジが製作。現在、轟雷とスティレットがラインアップされている。髪と胴体を中心にプラモデルのパーツと入れ替えることで素体から装甲をなくし、より生身の人間に近い質感とフォルムに仕上げることができるキット（肘より先の腕および太ももより先の脚、胸部の一部分を除いて、大部分が素肌になる）。装甲やフェイスなどの一部パーツはプラモデルを流用する。
スマートドール
カルチャージャパンが製作する、全長60センチメートルのソフトビニール製大型多関節可動式ドール。轟雷が製作されている。
ハンドスケール・ガール
72-75mm台の美少女プラモデル。デスクトップアーミーや同コトブキヤが展開するヘキサギアのガバナーとほぼ同サイズで、プロポーションはリアルサイズを維持(非SD体型)。轟雷とスティレット、バーゼラルド（アニメ版のプロポーション）が発売されている。メカトロウィーゴとのコラボも実施。
ルーデンス
ゲーム制作会社「コジマプロダクション」のイメージキャラクターであるルーデンスを、キャラクター原案の新川洋司監修の元で美少女キャラに再デザインしたキット。ルーデンス以前に新川洋司がデザインしたフレームアームズ・ガール「白虎」など、他キットとの互換性を持つ。
メガミデバイス
テレビアニメ版のバーゼラルドを対象に製品化。低身長をそのまま再現したほか、メガミデバイスの世界観での設定が加えられている。
アルシア
フレームアームズ・ガールシリーズのキャラクターデザイナーである島田フミカネの画集「島田フミカネ ART WORKS II」で描かれたオリジナルキャラクター・アルシアを立体化したキット。フレームアームズ・ガールの関節構造を流用して設計されており、組み替え可能な互換性を持つ。

### コラボレーション
デスクトップアーミー
メガハウス製デフォルメ可動フィギュア。互いのブランド間でコラボレーションを実施しており、デスクトップアーミーで轟雷・迅雷・バーゼラルド・イノセンティアが、FAガールでシルフィーがそれぞれ商品化されている。デスクトップアーミーではコトブキヤがどの製品でも使用できるM.S.G.シリーズを発売しているため、コラボ製品は中立の武器メーカーのプロモーションで戦場を転々としている設定を持つ。FAガール同様に3mm軸穴を持ち、FAガールやM.S.G.をはじめ、メガミデバイスやヘキサギアの構成パーツの応用も可能。
ファンタシースターオンライン2
FAおよびFAガールのスティレットがキャラクターアバターや装備として登場している。
アリス・ギア・アイギス
轟雷、スティレット、バーゼラルド、およびフレズヴェルクがプレイアブルキャラとして登場。一部はアニメ版の設定を採用しており、普段はアニメ版と同じサイズだが、セッションベースを介して人間と等身大のサイズで戦えるようになっている。NPCという形で源内あお（3Dモデルあり）、寿武希子も登場。
また、創彩少女庭園との複合コラボイベントにて源内あお・寿武希子、共にプレイアブルキャラとしても登場。
コトブキヤによるバリエーション製品コラボとして、それらで追加されたアクセサリーや武器パーツも追加実装されている。
ドールズオーダー
轟雷および轟雷改、アーキテクトがプレイアブルキャラとして登場。
プロジェクト東京ドールズ
アーキテクトがイベントナビを担当。衣装などがコラボ。スキル使用でM.S.G.が使用される。
アーテリーギア
轟雷、スティレット、バーゼラルドがプレイアブルとして参加。2回目ではマテリア姉妹、迅雷、アーキテクト、フレズヴェルクが参加。
こちらはアーテリーギア側の人物が縮小して参加する形と、同世界でのバトルイベントにFAガール側が乱入する形で構成。

## アニメ
『フレームアームズ・ガール』のアニメ化作品であり、テレビアニメが2017年4月より6月まで放送された。コトブキヤが所在している東京都立川市が舞台となっており、立川市に本部があるスーパーマーケット・いなげやや地元のゆるキャラのウドラなど、立川市に関するネタが随所に盛り込まれている。
人間のキャラクターおよびフレームアームズ・ガール（以下、タイトル表示を除きFAガールと略す）の一部描写を手書き、FAガールの全身描写を3Dで分けて描く。3Dモデル製作についてはプラモデル原型担当が監修として携わっており、プラモデル用のデータを提供している。本来、どの製品も同じ大きさだが、アニメ製作側からの要望で一部のキャラは体形を若干変更している。
本作は、FAガールの売れ行きが順調だったため、社長の発案で販促目的として、従来のアニメと同じようにコトブキヤのプラモデル関連での利益を元に制作されている。また、失敗のリスクのことも考え逆に自社の会社規模を考慮しつつしっかりとしたものを作り、次へつなぐチャレンジに運べるテストケースとするため、制作委員会方式を取らず、実現までの補助はあったが製作費の大部分をコトブキヤが自社で賄っている。
FAガール自体はスケールサイズを含め特に設定を設けていないため、テレビアニメ版においては基本的にFAガールをプラモデルのものと同サイズとしたうえで、テレビアニメ、劇場版ともに独自の設定を設けて構築されている。漫画『フレームアームズ・ガール ラボ・デイズ』や小説『フレームアームズ・ガール 可愛いってどういうこと？』と関連性があり、アニメの世界観の設定をある程度補完している。なお、作品展開としては2017年1月にアニメに先んじてwebラジオが始まっており、2017年3月にドラマCDが発売されている。2021年に発売されたコトブキヤプラモデルシリーズ「創彩少女庭園」にて、アニメの登場人物である源内あおのコラボ製品企画も告知され、発売された。その後、寿武希子も続いて製品化され発売されている。
2018年開催のAnimeJapan2018において続編の制作が発表され、2019年6月29日には総集編として劇場アニメーション『フレームアームズ・ガール～きゃっきゃうふふなワンダーランド～』が公開された。
アニメ制作として参加しているstudio A-CATは、以前にフレームアームズの映像作品を作ったスタジオでもある。

### ストーリー（アニメ）
ある日、高校1年生の少女・源内あおの家に宅配便で小包が届く。父親からの高校入学祝いだと思って開けてみると、中にはFAガール「轟雷」が入っていた。あおがただの玩具だと思って触っていると轟雷は突然起動し、意思を持って話し始める。あおは直後にファクトリーアドバンス社（以下、タイトル表記を除きFA社と略す）から送られてきた轟雷と同じFAガールのスティレットとバーゼラルドから、轟雷たちがFA社から送られた最新型のFAガールであること、手違いであおの家に届けられた轟雷が世界で唯一起動した素体であること、あおがFA社の商品モニターに選ばれ、轟雷とともに生活して感情を学習させたり、バトルをさせたりしてそのデータをFA社にフィードバックすることでアルバイト代が入ることを告げられる。
その後、バトルデータ収集のために送られてきたマテリア姉妹、迅雷、アーキテクトも合流して賑やかに暮らしていたあおの家に、突如として轟雷たちとは別規格の最新鋭FAガール「フレズヴェルク」が来襲する。最強を自負する彼女は轟雷に初めての敗北を味わわせて悠々と立ち去り、轟雷は初めて「悔しい」という感情を理解し、パワーアップを望む。あおも彼女の期待に応えるために、これまで全く知らなかったFAガールとプラモデルの知識を身につけようと決意し、その思いをFA社に伝える。その直後に届けられた轟雷用の改造パーツをあおは独力で組み立て、轟雷は「轟雷改」へとパワーアップし、フレズヴェルクとの再戦に備える。一方で、FAガールたちとあおの日々の思い出も深まっていき、彼女らが同じ夢を見るほどになる。
そして冬のある日、フレズヴェルクが再度あおの家を訪れ、あおを人質にとって轟雷に再戦を要求する。それによって轟雷は初めて「怒り」に目覚め、フレズヴェルクと互角の戦いを繰り広げる。激戦の末にブレーカーが落ちたことによるバトルシステムの緊急停止で勝負は引き分け（無効試合）に終わったが、フレズヴェルクは「次に轟雷が負ければあおの家でのデータ収集は中止、FAガール全員がFA社に回収される」と言い残して去っていく。その言葉を聞いた轟雷はあおを大切に思うあまりに不安に囚われ、あおのことを過剰に心配するようになる。あおは傍若無人なフレズヴェルクの物言いの真意を問うためにFA社に出向いてフレズヴェルクから直接話を聞き、フレズヴェルクがバトルが大好きで、バトルに対してはとても真摯で真剣なことを知り、孤独を自称しているが実は仲間を欲しているのではないかと考える。そして轟雷も、あおの気持ちを聞き、自分の気持ちを素直に表現することで不安を乗り越える。
数日後、轟雷はあおたちの思いとともに、あおの家に現れたフレズヴェルクの強化版・フレズヴェルク＝アーテルとのバトルセッションに臨む。フレズヴェルクは圧倒的なパワーを発揮するが、バトルを観戦するあおはフレズヴェルクにバトルを楽しんでいる雰囲気がないと感じる。あおが感じていたとおり、フレズヴェルクのASは強化プログラムによって支配されており、やがてプログラムの負荷に耐え切れなくなって暴走状態に陥る。轟雷は他のFAガールのパーツと力を借りることでフレズヴェルクに勝利し、彼女を正気に戻す事に成功するが、バトル終了直後にFA社に回収されてしまう。しかし、これは数々のバトルで若干の不具合が生じた轟雷の素体のメンテナンスのためであり、轟雷はすぐにあおの家へと帰還する。FA社はあおに対してフレズヴェルクの一件を謝罪し、今後はバトル機能を優先するよりもFAガールそれぞれのASを尊重するように方針を転換することを約束。あおの家にはバトルに対応した大容量のブレーカーがFA社によって設置され、あおは引き続き轟雷のマスターとFAガールのモニターを担当することとなる。
クリスマス・イヴの日、新たに居候となったフレズヴェルクの歓迎会も兼ねたパーティーを楽しんだ後、轟雷はあおからクリスマスプレゼントとして「源内」の名字を貰い、「源内 轟雷」を名乗る。その姿に人間とFAガールの理想の関係を見出した他のFAガールは、轟雷にとってのあおのような自分だけの特別な存在を探すために旅に出ることを決意。FAガール全員で別れのライブを開いた後、あおと轟雷に見送られて旅立つ。その頃、FA社では新たなFAガールが誕生しようとしていた。

### 登場人物

#### 人間
源内 あお（げんない あお）
声 - 日笠陽子
本作の主人公。名前は青い海に由来。私立若葉女子高校に通っている高校一年生の女子。一人っ子。立川市内のマンションで一人暮らしをしている。いなりずしが好物で、趣味は詩を書くこと。
父親は豪華客船の船長で、世界の海を航海しており、母親も夫に付き添って航海している。
ありきたりな高校生活を送っていたが、ある日FA社の手違いで届けられたFAガール・轟雷の起動に偶然成功し、世界でただ一人の轟雷のマスターとなる。それによりFAガールの商品モニターとして選出され、「高校生のアルバイトの給与より高い報酬」に釣られてFAガールたちをバトルさせてデータを集めることになる。
面倒くさがり屋だが性格は朗らかで明るく、FAガールたちが巻き起こす騒動で被害を被ってもまったく根に持たない大らかさを持つ。一方でFAガールやプラモデルの知識は皆無で、自身でも製作はしてみるもののFAガールからずさんと言われるほどの腕前しかない。FA社から受け取る報酬には素直に感謝しているが、それよりも轟雷が勝っていくこと、そして轟雷とともに過ごすことに嬉しさを感じるようになり、いつしか轟雷との間に人間とFAガールという立場を超えた絆を結ぶ。
面倒くさがりだが、料理や洗濯などの家事は普通にこなせる。ただ人に甘えがちで、FAガールにも機械修理やおつかいを頼む。
住んでいるマンションの管理人とは面識があり、たびたびプラモデル用ニッパーや掃除機などの物品を借りたり譲り受けている。
寿 武希子（ことぶき ぶきこ）
声 - 井澤佳の実
あおのクラスメイトで友人。模型が大好きでFAガールにも詳しく、FA用ウェポンも自作するほど造詣が深い。また電子工作やプログラム関連もこなせ、FAガールに実装されているソースコードに興味を示したり、掃除機ロボットにさらなる機能を追加するほどである。プラモデル製造における工程知識もあり、プラモデル関係の知識が全くないあおにとってのブレイン的存在。
「〜ぞな」「〜なり」などといった語尾を付ける（語尾はその都度変わる）、特徴的なしゃべり方をする。頭がよく、あおやクラスメイトには勉強で頼られている。
原案は後述のコトブキニッパーの販促用に描かれたコトブキヤ社のマスコットキャラクターが元。デザイナーは某究極なニッパーの姫をデザインした小池智史氏でFAガール版とは細部でデザインが異なるが一部の造形と設定を引き継いでいる（緑髪のショートツインテールや模型趣味、コトブキヤでバイトしてる描写など）
管理人
あおのマンションの管理人。あおに掃除機や鍋の材料など、いろいろなものを譲り渡している。名前はよく出るが、作中では最後まで姿を見せることはない（公式ファンブックの川口敬一郎のインタビューでは、美人熟女であると書かれている）。あおの都合に合う物品を都度渡してくれるため、FAガールたちからは謎の存在と言われている。

#### 『ラボ・デイズ』の登場人物
山田 綾（やまだ あや）
FA社研究室スタッフ。轟雷・迅雷班。ソフト担当。
戸田 加奈子（とだ かなこ）
山田の後輩。轟雷・迅雷のボディや装備制作。ハード担当。
川島 七海（かわしま ななみ）
スティレット班。ソフト担当。
小島 千帆（こじま ちほ）
スティレット班。ハード担当。アーキテクトのマスターも兼任。
藤崎 柚（ふじさき ゆず）
バーゼラルド班。ソフト担当。
佐藤 日和（さとう ひより）
バーゼラルド班。ハード担当。
石塚 悠（いしづか はる）
フレズヴェルク班。ソフト担当。担当するフレズヴェルクの強さを極限まで追求しようとしている。一方でFAガールのASに対しては特にアーキテクトへ搭載したことに「感情なんて邪魔だから消してしまってもいい」と感情面には否定的な見解を持つ。
大塚 冬愛（おおつか とあ）
フレズヴェルク班。ハード担当。

#### フレームアームズ・ガール
装甲別の固定兵装はプラモデル版での設定に基づく。
轟雷（ごうらい）
声 - 佳穂成美
固定兵装 - 滑腔砲、タクティカルナイフ
本作のもう1人の主人公。あおの家に送られてきたテスト用FAガール。製品化前の最終テストのため、FA社で厳選されたオンラインゲーマーたちに送られたが、手違いであおの家に来た素体だけが唯一起動に成功。そのため、彼女との戦闘データの収集を目的に、他のFAガールがあおの家に集うこととなる。
あおの部屋のカラーボックスに作った自室は、武器を入れるロッカーなどが置かれただけの質素な部屋。
装甲部分はプラモデルの知識がないあおが組み立てたため、大きな未処理のゲート跡が残っていたが、第6話で肩部のものは取り除かれ、可動性が向上する。
成長型ASを搭載した特殊なFAガールであり、非常に素直。また、好奇心旺盛で、さまざまな出来事に興味を示す。当初は感情というものを理解しておらず表情に乏しかったが、あおや他のFAガールと接することで学習していく。あおや他のFAガールと共に暮らすことに幸せを感じるとともに、それを失うことに対する不安と苦しみにも苛まれるが、これらの経験は彼女に搭載されたASの大きな成長に繋がり、最終的にはFA社も想定していなかった「泣く」という感情の発現と涙の生成に繋がる。
バトルデータを取るという目的もあることから、戦いに勝つ向上心も強い。ただ勝利を目指すだけでなく、まっとうに戦った相手と友情を深める気持ちもある。
フレズヴェルクに勝利した後、素体のメンテナンスのために一時回収されるが、FAガールのさらなる可能性を模索するために、再びあおと一緒に暮らすことになる。あおのことを失いたくない特別な存在であると自覚し、クリスマスプレゼントとしてあおに「源内」の名字を望み、「源内 轟雷（げんない ごうらい）」を名乗るようになる。
前日譚の『ラボ・デイズ』でも、成長型ASの試作機一号として、山田綾が担当になり起動している。
轟雷改（ごうらいかい）
固定兵装 - レールガン、背部キャノン、タクティカルナイフ
第8話より登場。あおからの要望を汲んだFA社から送られた、白を基調とした新たな武装・装甲パーツを装着したパワーアップバージョン。フレズヴェルクとの対戦データをもとにトレースしたアーキテクトとのシミュレーションで圧勝するほどのポテンシャルを見せる。組み立てはあおが独力で行った力作。
フレズヴェルクの最終戦ではスティレット、バーゼラルド、マテリア姉妹、迅雷、アーキテクトたちの力と意識を宿した装備を装着し、黄金に光り輝く姿となる。
初回放映当時はFAガールの商品ラインアップにはなく、デザイナーの一人である島田フミカネが草案をコトブキヤに送ったことがきっかけで、アニメ本編に登場。プラモデルはアニメ版Blu-ray第4巻初回限定生産盤の特典として頒布され、最終戦仕様がコトブキヤショップ限定商品として販売。後にBlu-rayの特典プラモに関節部のリファインや成形色の変更を施したものが、轟雷改Ver.2として一般販売されている。

スティレット
声 - 綾瀬有
固定兵装 - 日本刀、ガトリング砲、ミサイル
轟雷と戦うためにFA社からあおの家に送られてきたFAガール。空中戦が得意。負けず嫌いでプライドが高く、轟雷に勝つまでFA社に帰れないと言い張り、あおの家に居着く。あおからは「スティ子」と呼ばれる。
カラーボックス内の自室は、ダンボールで自作した家具が置かれた一般的な女子の部屋。
性格は一般的な女の子のような性格で、轟雷に対してはややツンデレ。轟雷に近づかれてドキドキしたり、幽霊が怖い（前日譚の『ラボ・デイズ』でも見受けられる）などの一面もある。あおの家に集まったFAガールの中では一番真面目で常識的な思考を持つが、それゆえにあおや他のFAガールの突飛な言動や行動に振り回されており、結果的に他のFAガールのいじられ役になっている。
スティレット XF-3
劇場版で登場。作中ではあおと武希子のデュエットソング「ハードボイルドに愛して」内にて、武希子によってバージョンアップされるというかたちで登場した。なお、現実のプラモデルとしてのXF-3の発表とほぼ同日での形で登場となっている。
バーゼラルド
声 - 長江里加
固定兵装 - セグメントライフル×2、スラストアーマー×2（左右それぞれにセグメントライフル×2を格納）、左右副腕ユニット
轟雷と戦うためにFA社からあおの家に送られてきたFAガール。スティレットと同じく空中戦を得意とする（小説版によると、運動性ではスティレットに劣るが機動性と火力では勝るとされている）。他のFAガールよりも小柄。自分のことを「バーゼ」と呼ぶ。
轟雷以上に好奇心旺盛、面白いことと光るものが大好きで、無邪気でマイペース。しかし非常に頭が良く知識も豊富で、バトルフィールドの構成プログラムを改変したり、自分以外のバトルの際にはあおにバトルの解説やFAガールの機能説明をする。美的センスは他のFAガールが絶句するほどズレており、自室はサイケデリックな塗装が施され、無作為に集めてきた光る物（安全ピンなど）で散らかっている。
前日譚の『ラボ・デイズ』に登場した機体は姉に相当し、本編の妹と似た性格ながら甘えん坊な一面を持つ。
バーゼラルドと後述のフレズヴェルクは第三世代型FAガールにあたるとされる。
ゼルフィカール
劇場版で登場。作中ではあおと武希子のデュエットソング「ハードボイルドに愛して」内にて、武希子によってバージョンアップされるというかたちで登場した。
マテリア姉妹 シロ/クロ
声 - 山崎エリイ
双子のFAガール。全てのボディの元となった基礎の機体。2体一緒に設計・開発されたために2体とも「マテリア」が正式名称だが、ボディカラーの差異からあおに「シロ」「クロ」と名付けられる。
2人とも少々淫靡かつドSな性格で（小説版ではクロがやや脆い一面があることや、本当に落ち込んでいる相手にはまともに接するなど、かなり詳細な性格が描写されている）、スティレットの悲鳴が聞きたいという理由であおの家に居座る。カラーボックスに自分たちの部屋を作る際には、あおの貯金を勝手に拝借して豪華なドールハウスをしつらえている。
もともと素体のみで装甲や固定兵装は設定されていないため、汎用のウェポンユニットを使いこなして戦う。元のデザインとは股間周りが異なり、元のデザインでは前後の露出がきわどいため、日本国外に放送された際に問題とならないようにレオタード状に変更されている。プラモデル版では、購入キャンペーンシールで腰部分のアニメ版デザインを再現することができる。
迅雷（じんらい）
声 - 樺山ミナミ
固定兵装 - 手裏剣、クナイ、大鎌
轟雷と戦うためにあおの家に押しかけてきた、戦国武将や忍者カブレのFAガール。伊達政宗に憧れて右目にアイパッチを付けている。バトルセッションとフィールド外での相撲勝負で轟雷に連敗し、勝つまで帰りたくないと居候を決めこむ。
バトルでは素早い動きで分身を作り出せる。カラーボックス内の自室は、あおの部屋に転がっていたミニチュアの刀や掛け軸を飾った武家屋敷風の部屋。
劇中に登場した迅雷は、プラモデル版の「迅雷 indigo ver.」にあたる（迅雷用の充電君は、大元の赤い迅雷と同じ赤系統となっている）。マテリアと同じく股間周りが元のデザインから変更されており、アイパッチや腰部分はプラモデルでは購入キャンペーンシールでアニメ版を再現することができる。
前日譚の『ラボ・デイズ』で、轟雷の姉妹機として開発されたことが明かされている。
赤い迅雷
声 - 沼倉愛美
大元（Indigo verではない）の金髪かつ赤装甲の迅雷。ドラマCD「R-2」や本編後日談であるノベライズ「姉妹ってどんなもの？」で登場。
アーキテクト
声 - 山村響
実機を持たず、プログラムデータのみで起動するFAガール。すべてのFAガールの素体のベースとなったマテリアに対し、こちらはすべてのFAガールのプログラムのベースとなっている。轟雷と迅雷のバトルの最中に突如として現れる。
状況に応じて戦闘ルーチンを切り替え、ウェポンユニットを適時交換しながら戦う。分身サブルーチン、空中戦サブルーチンのようなデータだけの存在だからこそできる戦術もあるが、データにない想定外の事には対応できない。
今まで敗北したことがなく、轟雷と迅雷とのバトルで敗北した際にプログラムエラーを起こすが、轟雷の機転により再起動を果たす。
プログラムだけの存在で実機は存在せず、バトルごとに再起動されるため記憶は残らないといわれていたが、バトルセッションの直後に実機があおの家に配送され、そのまま居着く。カラーボックス内の自室は、他のFAガールが部屋を作る時に余った物品を置いてあるだけの適当なもの。実機になってからは実機に飛行ユニットが実装されていないために飛行することは不可能であり、移動は歩行が基本となる。
性格は真面目で、あおの依頼には忠実に対応する。ほとんど表情を変えることがなく、会話表現も非常に事務的で簡潔なものだが、時折笑顔を見せるなど無感情ではない。あおの家では主に各種データを即座に取得して解説・運用するデータベースの役割を担う。もともとプログラムデータなので、必要な情報を検索して自身に反映することができ、バトルフィールドでは一度見たFAガールの姿や行動を真似ることも可能。
前日譚の『ラボ・デイズ』で、元はFAガールのプログラムとデータの管理用AIだったものに試作ASを搭載して誕生したことが明かされている。
劇場版ではテレビアニメ第7話Bパート以降、武希子と交流を深めていたことが明かされた。
フレズヴェルク
声 - 阿部里果
固定兵装 - ベリルショット・ランチャー×2、ブレードダガー×2、キャノン砲、TCSオシレーター(ベリルユニット）×21
突如あおの家に乗り込んできたFAガール。TCS（Tクリスタルシールド）と呼ばれるクリアパーツに覆われた防護ユニットを多数内装し、サイドワインダー形態、エアバイク形態に可変させることができる装甲ユニットを持つ。あおの家には轟雷の敗北データの収集のために現れる。一人称は「僕」。あおは「フレズ」と呼ぶ。
最強のFAガールを自称しており、事の善悪に関係なく大好きなバトルがしたいという欲求に忠実に行動する。特に轟雷とのバトルを望んでいるが、バトルに気乗りしない轟雷をバトルセッションに駆り出すためにあおを傷つけようとするなど、前述の性格ゆえに相手の神経を逆なですることを平然と行う、ある意味で傲慢不遜な面も併せ持つ。
轟雷たちとは別のチームが開発したFAガールで、前述のバーゼラルドと同じ第三世代型FAガールにあたるとされるが、現在のFAガールの技術力を極限まで投入しており轟雷たちとは規格も設計思想も異なると前日譚の『ラボ・デイズ』で明かされている。
ASに関しても、轟雷たちのような人間との交流や精神の模倣を良しとしない、バトル最優先のセッティングがされている。前述の傲慢不遜さもこれによるものであり、本人に悪気はない。前日譚の『ラボ・デイズ』では、しばしば勝手に抜け出して他のFAガールとの交流をもっていたことが描かれており、本編ほどの傲慢不遜さは見られない。また、ソフト担当の石塚が本編にいたるまでの性格形成に大きく関与していることが石塚本人の言動より示唆されている。
その強さは素体にブレードダガーのみの状態でフル装備の轟雷と互角。さらに高速で飛行可能であり、バトルフィールド外でも家のドアや窓を容易に破壊する程の攻撃力を持つ。
圧倒的な性能によって轟雷に初めて土をつけ、再戦でも途中まではパワーアップした轟雷改に対して優位に戦いを進めている。
フレズヴェルク＝アーテル
声 - 阿部里果
固定兵装 - ベリルスマッシャー×2、65mmガンポッド×2、ブレードダガー×2、キャノン砲、TCSオシレーター（ベリルユニット）×21
FAではフレズヴェルクの近接戦闘用カスタムだが、アニメではフレズヴェルクの強化バージョンとして登場。轟雷改に対して力の違いを見せつけるが、アップデートしたプログラムに問題を抱えており、自身が正気と保てず力を制御できていない。
ついにはASが負荷に耐えられずに体内のナノマシンが暴走し、禍々しい力を発する赤黒いカラーリングの姿、フレズヴェルク＝アーテル・インバートへと変貌し、破壊だけを追い求める存在と化してしまう。
他のFAガールの力を結集した轟雷に敗れたことで正気を取り戻し、轟雷の側にいるのが楽しいという理由であおの家に居付き、カラーボックスの屋上に作った南国リゾート風の居住スペースで暮らすようになる。人格は元のフレズヴェルクに戻ったが、姿はアーテルのままである。
イノセンティア
声 - 内田彩
第12話ラストと劇場版ラストで登場。テレビアニメはFA社のラボで彼女が起動した所で幕を閉じる。劇場版では私立若葉女子高校の制服を纏う轟雷達の後輩女生徒として登場し、終盤にて先に帰ってしまった轟雷たちに向けて「一緒に遊んでほしかったなぁ」と次への登場を期待させる台詞を残し幕を閉じる。
グライフェン
声 - なし
劇場版ラストでイノセンティアの後ろで何らかの作業をしており、画面に映り込むと慌てて隠れるという形で共に登場。

### ウェポンユニット
アーマーに装備された固定武装とは別に、戦闘中に適宜出現させて使用する武装ユニット。アニメではバトルデータ収集のためにFA社から送られてきており、一般販売されているものとは大きく異なるという設定になっている。これらの武装はコトブキヤから発売中の汎用武装パーツ「ウェポンユニット」「ヘヴィウェポンユニット」を基にしている。プラモデルとしての組み立てと仕上げの出来がバトルセッションでの性能にも反映され、プラモデルに関しては全くの素人のあおが組み立てたものは意図せぬ誤作動や故障を起こしている。
フリースタイルバズーカ
轟雷が使用する大型バズーカ砲。
リボルビングバスターキャノン
武希子が轟雷のために試作した大型ビーム砲。エネルギーチャージに時間を要するが、フルチャージ状態での一撃はマテリア姉妹を2体同時にノックアウトするほど強力。消費電力量も多く、フレズヴェルクとの必殺の一撃の撃ち合いではあおの家のブレーカーが落ちている。
メガスラッシュエッジ
スティレットが使用する、クリアブルーの刀身を持つバスタードソード。刃を展開することで弓に変形する。
グラインドサークル
マテリア・クロが使用する円形の武器。外側にノコギリ状の刃が付いたフラフープのような形状で、半分に分割することで半月状の刀（ショーテル）としても使用できる。
ビーストマスターソード
マテリア・シロが使用する両刃剣。刀身内部にワイヤーの芯が通されており、刀身を蛇腹状に分割し、ムチのようにしなる蛇腹剣としても使用できる。
バイオレンスラム
轟雷が使用する多目的マルチウェポン。用途により、ダブルキャノン、スパイクハンマー、バタリングラム、ダブルパイルバンカーに組み替えて使用する。迅雷との対戦で使用した際には、あおの組み立てに間違いがあったために想定以上の威力を発揮したが、直後に破損している。
ユナイトソード
迅雷が使用する合体剣。複数の剣と斧に分割できる。第12話では迅雷が轟雷改に斧の状態で託す。
アサルトライフル2
アーキテクトが分身サブルーチンで使用するブルパップ方式の突撃銃。目標を取り囲み、一斉に射撃を行う。
インパクトナックル
アーキテクトが接近戦サブルーチンで使用するユニット交換式の大型パワーアーム。バトル時以外にも、満杯の1.5リットルサイズのペットボトルを両手で楽に保持できるほどのパワーを発揮できる。ナックル部を差し替えることで大型のパイルバンカーと、ハサミ状の爪を持つ大型武器「インパクトエッジ」に変形する。轟雷とのバトル時には3体の分身を出現させ、それぞれが3種いずれかの武器を装備している。
ベリルスマッシャー
第10話でフレズヴェルクが轟雷との再戦時に使用した大型武器。アニメではサイズ（鎌）形態で使用しているが斬撃では使用せず、「べリルスマッシャー・ブレイズ・テンペスト・バースト」の掛け声とともに、リボルビングバスターキャノン並の高出力ビームを撃ち出す。
本来はフレズヴェルク=アーテルの専用武器で、フレズヴェルク＝アーテルとして登場した第11話から第12話にかけてのバトルでは、本来の斬撃武器として使用している。
ガンブレードランス
第12話でマテリア姉妹が轟雷改に託した槍状の多目的マルチウェポン。分離変形が可能で、ビームを展開しない通常のランスモード、ガンモードに組み替え変形できるが、アニメではビームを展開したランスモードで使用される。
ミサイル＆レドーム
第12話でアーキテクトが轟雷改に託したミサイルユニット。本来はレドームが付属するが、アーキテクトはレドームを外したものを2基用意している。
アームドブレイカー
第7話Bパートに登場した、強化ユニット扱いの装備。「M.S.Gギガンテックアームズ04」として市販されており、本来は単体で用いるものだが、轟雷は4機を合体・組み換えさせて作る飛行要塞のような装備を考案した。フレズヴェルクに敗北を喫した轟雷が対抗策として想像したものであり、実際には使用していない。この装備は後にホビージャパンが実際に再現し「試製決戦兵器 雷鎚（しせいけっせんへいき・いかづち）」と名付けられた。

### 用語
フレームアームズ・ガール
略称「FAガール」。FA社が開発・販売している全長15cm程度（人間とのスケール比較で10分の1から12分の1相当）の少女型フィギュアロボット。プラスティックで形成された特殊なナノマシンを使用しており、皮膚は人間の皮膚に近い柔らかさを持つ。
アニメの世界では一般販売されている簡易なAIを搭載した第一世代機と、量子コンピュータとASを使用した第二世代機が存在しており、あおの家にやってきた轟雷をはじめとするFAガールは後者である（バーゼラルドとフレズヴェルクはさらに第三世代機とされる）。
前者は簡単な受け答え程度にとどまるが、後者はASにより自分で考え、人間と同じように情緒を含めた意思疎通ができる。
アニメではコトブキヤから実際に発売されているプラモデルとは違い、武器と装甲を装備していない完成済みの「素体」と、武器と装甲のプラモデルが同梱されており、後者を自力で組み立てる方式になっている。また、素体として体に纏っているものはボディスーツであり、いわゆる縞パンに見える部分もボディスーツである。
ファクトリーアドバンス
FAガールの製造メーカー。FAガールの皮膚などに用いられるナノマシンなど高度な技術を持っているが、娯楽用以外の用途には使っていない。自社工場を所有しており、第7話にてイメージ（実在のコトブキヤ社内と同様）の形で内部が紹介されている。前述の内部の他、技術研究のためのラボも社内に設置されている。世界中で厳選したモニター候補に轟雷を送り、唯一起動させたあおの協力を得てFAガールの進歩に注力している。『ラボ・デイズ』での主な作品舞台。
社屋は実在の立川市役所に似ている。
AS（アーティフィシャル・セルフ）
FAガールの人工自我。マスターと関わることにより感情を学習していく。開発段階であり、市販品には搭載されていない。
FAガールがほぼ人間と変わらない人格と思考力を有する原動力となるものであり、成長型ではマスターとの学習を経ることにより、さらに感情豊かになる。人間でいう風邪のような症状を発症したり、夢を見ることもある。
セッションベース
FAガールのバトル用のバトルフィールド発生ベース。形状は正六角形で、FAガール1人につき1基が付属する。バトルセッションではマスターは専用のアプリを使い、FAガールに装甲や武装を装着させる。バトルセッション中もマスターは外部からバトルの様子を観戦でき、FAガールとの会話や追加武装を転送することも可能。
FAガールはバトルフィールド外でも武装装着や飛行・戦闘は可能だが、人間に攻撃してもまったく安全な程度に攻撃力は落ちる（対物に関しては例外あり）。『ラボ・デイズ』で登場するものは開発途上で、フィールド上での損傷がそのまま実機にも反映される。
セッションベースはバトルフィールドへの転送装置として機能しており、連結することで同時に多人数で同じバトルフィールドにアクセスできる。
激しいバトルをすると、家庭用の電力ではすぐにブレーカーが落ちてしまうため、第12話ではあおの家に最大100アンペアまで使用可能なFA社製のブレーカーが設置されている。
バトルフィールド
FAガールがデータ収集その他の目的で戦闘を行うための仮想空間。この空間内では、全てのFAガールは本来のあおの部屋以上の広域を自由に移動可能。どのフィールドが選択されるかは乱数で決められ、中には第11話Bパートに登場した露天風呂のようなエリアもある。
充電くん
FAガール用の充電ユニット。FAガール1人につきパーソナルカラーが異なったものが1台が付属する。人型・椅子型・ベット型に変形し、バトルセッションの際には装甲のハンガーになる。電池切れになりそうなFAガールのところに自ら歩いて行く、充電くん同士で遊ぶ、FAガールとコミュニケーションをとるなど、ある程度の自律行動が可能。発声機能はない。また通信機能を持っており、作中では武希子の家で夏休みの課題消化に追われるあおが、轟雷に学校へ忘れ物を取りに行って欲しいと連絡している。
FAガールは人間で言うところの尾てい骨にあたる部分に充電用の3mmジョイントを持っているが、ここのメス端子に充電ケーブルを何度も抜き差しする「充電くんの刑」というイタズラがあり、痛くはないが抜き差しのたびに嬌声が漏れる妙な感覚に見舞われることからFAガールたちに恐れられている（作中ではあおによって轟雷が経験している）。
デザインは柳瀬敬之。2017年8月にはプラモデルも発売している。
ロボット掃除機・スレイプニー太郎
声 - ちーしゃみん
あおが管理人からもらったロボット掃除機。録音機能を搭載しており、ややひねくれた自律動作を取る。モデルはシャープ製「ココロボ RX-V95A」。
バーゼラルドによって取り押さえられた際に壊れてしまうが武希子の手で修理され、赤く塗装されてサポートビークルモードなる対話式移動モードが搭載される。以降、轟雷や迅雷、アーキテクトといった飛行機能がないFAガールの移動用マシンとして使われている。命名はバーゼラルドによるもので、名前の由来はスレイプニル。普段は「ニー太郎」と呼ばれる。
あおは他にも管理人から「武器のような形の掃除機」（モデルはシャープ製「FREED 2 EC-SX310」）をもらっている。こちらの掃除機はコトブキヤが実際にFAガールサイズにフルスクラッチしたものが、ホビーショーやコトブキヤ公式Twitterで紹介されている。
ドローン
宅配用ドローン。FAガールが収納された宅配ボックスを運搬する。よくカラスの被害に遭っており、自衛装備として銃器を内蔵した機体もある。アーキテクト配達の際に使われたものがマテリア姉妹によって鹵獲され、彼女たち専用の移動用ユニットとして使用される。
FAのフレームアーキテクトの頭部および腕部が部品の一部となっている。
コトブキニッパー
アルティメットニッパーを販売しているゴッドハンドとコトブキヤが共同で企画し、実際に販売しているプラモデル製作用のニッパー（ランナー用）。アニメ内では「究極のニッパー」と呼ばれている。
ウドラ
立川市公認なりそこねキャラクター。立川市の名産品である東京うどをモチーフとする怪獣で、あおの幼少時代からおもちゃが存在する。作中、ワイプ絵や次回予告絵など、さまざまな場面で登場している。

### スタッフ
- 原作 - 壽屋[3]
- FAガール ベースデザイン - 島田フミカネ、柳瀬敬之[3]
- 監督 - 川口敬一郎[3]
- シリーズ構成 - 赤尾でこ[3]
- キャラクターデザイン原案 - 島田フミカネ[3]
- キャラクターデザイン・総作画監督 - 川村幸祐[3]
- メカニックデザイン - 柳瀬敬之[3]
- プロップデザイン - 岩畑剛一
- 美術設定 - 緒川マミオ
- 美術監督 - 桑原悟
- 色彩設計 - 田川沙里
- 撮影監督 - 高橋圭祐、浅川茂輝
- CGディレクター - 後藤優一[3]
- 編集 - 丸山流美
- 音響監督 - 飯田里樹[3]
- 音楽 - 帆足圭吾、石濱翔[3]
- 音楽制作 - みすみゆり
- 音楽プロデューサー - 植村俊一
- 製作プロデューサー - 杉山学、亀井貴文、篠田順司
- アニメーションプロデューサー - 松尾明子、新宅潔、佐藤俊亮、作野賢一郎
- 制作 - ハートビット[3]
- アニメーション制作 - ZEXCS / studio A-CAT[3]
- 製作 - 壽屋 / FAGirl Project[3]

### 主題歌
オープニングテーマ「Tiny Tiny」（第1話 - 第11話 劇場版）
作詞 - 坂井竜二 / 作曲・編曲 - 神前暁 / 歌 - 村川梨衣
オープニングアニメーションについて
- テレビアニメ版 - 第7話まではFAガールの大半が3DCGで描かれていたが、第8話からは一部がアニメーターによる手描きに変更されている。
- 劇場版 - FAガールの戦闘シーンにSEが追加されている。

エンディングテーマ「FULLSCRATCH LOVE」（第1話 - 第11話）
作詞 - 三重野瞳 / 作曲・編曲 - 広川恵一
歌
- 第1話 - FAガールズ#01［轟雷（佳穂成美）、スティレット（綾瀬有）、バーゼラルド（長江里加）］
- 第2話 - FAガールズ#02［スティレット（綾瀬有）、バーゼラルド（長江里加）、轟雷（佳穂成美）］
- 第3話 - FAガールズ#03［マテリア姉妹（山崎エリイ）、スティレット（綾瀬有）］
- 第4話 - FAガールズ#04［迅雷（樺山ミナミ）、轟雷（佳穂成美）、スティレット（綾瀬有）、バーゼラルド（長江里加）、マテリア姉妹（山崎エリイ）］
- 第5話 - FAガールズ#05［アーキテクト（山村響）、轟雷（佳穂成美）、スティレット（綾瀬有）、バーゼラルド（長江里加）、マテリア姉妹（山崎エリイ）、迅雷（樺山ミナミ）］
- 第6話 - FAガールズ#06［バーゼラルド（長江里加）、マテリア姉妹（山崎エリイ）］
- 第7話 - FAガールズ#07［フレズヴェルク（阿部里果）、轟雷（佳穂成美）、スティレット（綾瀬有）、バーゼラルド（長江里加）、マテリア姉妹（山崎エリイ）、迅雷（樺山ミナミ）、アーキテクト（山村響）］
- 第8話 - FAガールズ#08［轟雷（佳穂成美）、源内あお（日笠陽子）］
- 第9話 - FAガールズ#09［轟雷（佳穂成美）、スティレット（綾瀬有）、バーゼラルド（長江里加）、マテリア姉妹（山崎エリイ）、迅雷（樺山ミナミ）、アーキテクト（山村響）］
- 第10話 - FAガールズ#10［轟雷（佳穂成美）、フレズヴェルク（阿部里果）］
- 第11話 - FAガールズ#11［フレズヴェルク（阿部里果）、源内あお（日笠陽子）］

エンディングテーマ「キミとコントラスト」（劇場版）
作詞 - 坂井竜二 / 作曲・編曲 - 帆足圭吾 / 歌 - 村川梨衣
挿入歌
「My precious…」（第9話）
作詞 - オノダヒロユキ / 作曲・編曲 - 帆足圭吾 / 歌 - 轟雷（佳穂成美）、スティレット（綾瀬有）、バーゼラルド（長江里加）、迅雷（樺山ミナミ）、アーキテクト（山村響）、源内あお（日笠陽子）
「GIRL-MIND」（第12話）
作詞 - 三重野瞳 / 作曲・編曲 - 石濱翔 / 歌 - アーキテクト（山村響）、迅雷（樺山ミナミ）
「いさよいの満月」（第12話）
作詞 - 三重野瞳 / 作曲・編曲 - 帆足圭吾 / 歌 - マテリア姉妹（山崎エリイ）、フレズヴェルク（阿部里果）
「あおげば愛しいフルフルDAYS」（第12話）
作詞 - 三重野瞳 / 作曲・編曲 - 高橋邦幸 / 歌 - 轟雷（佳穂成美）、スティレット（綾瀬有）、バーゼラルド（長江里加）
「ハードボイルドに愛して」（劇場版）
作詞 - 三重野瞳 / 作曲・編曲 - 高橋邦幸 / 歌 - 源内あお（日笠陽子）、寿 武希子（井澤佳の実）
「満場一致LOVE ENERGY」（劇場版）
作詞 - 三重野瞳 / 作曲・編曲 - 広川恵一 / 歌 - FAガールズ

### 各話リスト
| 話数   | サブタイトル                             | 脚本                | 絵コンテ     | 演出              | 作画監督                                       |
| ------ | ---------------------------------------- | ------------------- | ------------ | ----------------- | ---------------------------------------------- |
| 第1話  | 轟雷                                     | 赤尾でこ            | 川口敬一郎   | 川口敬一郎        | 北川大輔                                       |
| 第1話  | スティレットとバーゼラルド               | 赤尾でこ            | 川口敬一郎   | 川口敬一郎        | 北川大輔                                       |
| 第2話  | 飛べないスティ子はスティ子でいいのかな？ | 赤尾でこ            | 山本天志     | 山本天志          | 千葉孝幸、北川大輔                             |
| 第2話  | お掃除するぞ！                           | 赤尾でこ            | 山本天志     | 山本天志          | 千葉孝幸、北川大輔                             |
| 第3話  | 学校に行こう                             | 柿村イサナ          | 川口敬一郎   | 宮崎修治          | 高橋敦子、井上美香                             |
| 第3話  | マテリア姉妹がやってきた                 | 柿村イサナ          | 川口敬一郎   | 宮崎修治          | 高橋敦子、井上美香                             |
| 第4話  | 迅雷参上！                               | 南々井梢            | 川畑えるきん | 川畑えるきん      | 川畑えるきん                                   |
| 第4話  | お部屋づくりは楽しいな                   | 南々井梢            | 川畑えるきん | 川畑えるきん      | 川畑えるきん                                   |
| 第5話  | アーキテクト・起動                       | 南々井梢            | 山本天志     | 山本天志          | 島沢ノリコ                                     |
| 第5話  | おつかいレース                           | 南々井梢            | 山本天志     | 山本天志          | 島沢ノリコ                                     |
| 第6話  | 感じて花火大会                           | 赤尾でこ 柿村イサナ | 小田裕康     | 高田昌豊 小田裕康 | 小田裕康                                       |
| 第6話  | 学校に行こう2                            | 赤尾でこ 柿村イサナ | 小田裕康     | 高田昌豊 小田裕康 | 小田裕康                                       |
| 第7話  | VSフレズヴェルク                         | 赤尾でこ 柿村イサナ | 藤井辰巳     | 藤井辰巳          | 島沢ノリコ、竹上貴雄                           |
| 第7話  | FAガールはじめて物語                     | 赤尾でこ 柿村イサナ | 藤井辰巳     | 藤井辰巳          | 島沢ノリコ、竹上貴雄                           |
| 第8話  | 決起集会                                 | 南々井梢            | 川口敬一郎   | ふじいたかふみ    | 輿石暁                                         |
| 第8話  | 秋に呼ばれて…                            | 南々井梢            | 川口敬一郎   | ふじいたかふみ    | 輿石暁                                         |
| 第9話  | あお、風邪をひく                         | 柿村イサナ          | 山本天志     | 山本天志          | 新田靖成、北川大輔 竹上貴雄、中熊太一 高橋敦子 |
| 第9話  | あしたもいっしょに                       | 柿村イサナ          | 山本天志     | 山本天志          | 新田靖成、北川大輔 竹上貴雄、中熊太一 高橋敦子 |
| 第10話 | 鍋のある日                               | 赤尾でこ            | 川口敬一郎   | ふじいたかふみ    | 飯泉俊臣、坪田慎太郎                           |
| 第10話 | バトル！バトル!!バトル!!!                | 赤尾でこ            | 川口敬一郎   | ふじいたかふみ    | 飯泉俊臣、坪田慎太郎                           |
| 第11話 | その気持ちの裏側に                       | 柿村イサナ 赤尾でこ | 長屋誠志朗   | 長屋誠志朗        | 長屋誠志朗、高橋敦子 北川大輔、島沢ノリコ      |
| 第11話 | 銭湯！戦闘!?                             | 柿村イサナ 赤尾でこ | 長屋誠志朗   | 長屋誠志朗        | 長屋誠志朗、高橋敦子 北川大輔、島沢ノリコ      |
| 第12話 | ラストバトル                             | 赤尾でこ            | 川口敬一郎   | 川口敬一郎        | 新田靖成、島沢ノリコ 北川大輔                  |
| 第12話 | 君に贈るもの                             | 赤尾でこ            | 川口敬一郎   | 川口敬一郎        | 新田靖成、島沢ノリコ 北川大輔                  |

### 放送局
エンドカードは各放送局で違う物になる。
| 放送期間               | 放送時間                     | 放送局   | 対象地域 | 備考                             |
| ---------------------- | ---------------------------- | -------- | -------- | -------------------------------- |
| 2017年4月4日 - 6月20日 | 火曜 1:05 - 1:35（月曜深夜） | TOKYO MX | 東京都   |                                  |
|                        | 火曜 23:30 - 水曜 0:00       | BS11     | 日本全域 | 宣伝協力 / BS放送 / 『ANIME+』枠 |
| 2017年4月7日 - 6月23日 | 金曜 21:30 - 22:00           | AT-X     | 日本全域 | CS放送 / リピート放送あり        |

| 配信期間                | 配信時間                   | 配信サイト |
| ----------------------- | -------------------------- | --- |
| 2017年4月7日 - 6月23日  | 金曜 22:00 - 22:30         | ニコニコ生放送 |
|                         | 金曜 22:00 更新            | ビデオマーケット |
|                         | 金曜 22:30 更新            | ニコニコチャンネル |
| 2017年4月8日 - 6月24日  | 土曜 12:00 更新            | dアニメストア |
| 2017年4月11日 - 6月27日 | 火曜 0：00（月曜深夜）更新 | 楽天ショウタイム GYAO! （GYAO!ストア） |
|                         |                            | Hulu U-NEXT アニメ放題 Amazonプライム・ビデオ （Amazonビデオ） バンダイチャンネル ビデオパス J:COMオンデマンド ひかりTV アクトビラ ドンドコ HAPPY!動画 |
|                         | 火曜 23:00 - 23：26        | AbemaTV 新作アニメch |

| BS11 火曜23:30 - 0:00枠 | BS11 火曜23:30 - 0:00枠                           | BS11 火曜23:30 - 0:00枠 |
| 前番組                  | 番組名                                            | 次番組                  |
| ----------------------- | ------------------------------------------------- | ----------------------- |
| 通販番組枠              | フレームアームズ・ガール 【ここから『ANIME+』枠】 | 潔癖男子！青山くん      |

### Blu-ray
当パッケージは、アニメ作中での宅配箱とFAガールの製品パッケージを模したものを採用している。
パッケージ単品版の特典として、FAガールやM.S.G.の限定版プラモデルが付属。収録される素体は既存製品を組み合わせることである程度再現可能になっているが、特典用のパーツが付属しているため既存品では完全再現は不可。
2018年3月7日にはBlu-ray BOX版が発売。こちらはセッションベース状の折りたたみ式ディスク収納パッケージやポエムノートなどの付属品をボックス内に内包している。また、オンラインショップ限定で、セッションベースを模した木製鍋敷きが付属する。
| 巻数 | 発売日         | 収録話          | 規格品番   | 限定プラモデル | きゃにめ/コトブキヤショップ限定特典                 |
| ---- | -------------- | --------------- | ---------- | --- | --------------------------------------------------- |
| 1    | 2017年7月19日  | 第1話 - 第3話   | PCXP-50471 | アニメ版 轟雷・素体 専用成形色・アニメ版「リボルビングバスターキャノン」                                                | アニメ版 迅雷装備ウェポン「ユナイトソード」         |
| 2    | 2017年8月16日  | 第4話 - 第6話   | PCXP-50472 | アニメ版 スティレット・素体 専用成形色・アニメ版「メガスラッシュエッジ」 専用成形色・アニメ版「ビーストマスターソード」 | アニメ版 マテリア装備ウェポン「ガンブレードランス」 |
| 3    | 2017年9月20日  | 第7話 - 第9話   | PCXP-50473 | アニメ版 バーゼラルド                                                                                                   | 轟雷装備ウェポン「バイオレンスラム」                |
| 4    | 2017年10月18日 | 第10話 - 第12話 | PCXP-50474 | 轟雷改 | 轟雷改カラーウェポン「ストロングライフル」          |

### ドラマCD
フロンティアワークスより発売。
| タイトル                                          | 品番      | 発売日         | 特典                                                  |
| ------------------------------------------------- | --------- | -------------- | ----------------------------------------------------- |
| アニメ「フレームアームズ・ガール」ドラマCD        | FFCF-0014 | 2017年3月24日  | オリジナルデザインデカール                            |
| アニメ「フレームアームズ・ガール」ドラマCD mk-II  | FFCF-0015 | 2017年9月6日   | キューポッシュ FAガール 轟雷（LIMITED COLOR）         |
| アニメ「フレームアームズ・ガール」ドラマCD mk-III | FFCF-0021 | 2017年12月6日  | オリジナルデザインデカール                            |
| アニメ「フレームアームズ・ガール」ドラマCD mk-IV  | FFCF-0022 | 2018年2月7日   | キューポッシュ FAガール スティレット（LIMITED COLOR） |
| アニメ「フレームアームズ・ガール」ドラマCD mk-V   | FFCF-0023 | 2018年5月9日   | 設定資料集                                            |
| アニメ「フレームアームズ・ガール」ドラマCD-BOX    | FFCF-9002 | 2019年2月6日   |                                                       |
| アニメ「フレームアームズ・ガール」ドラマCD：R-1   | FFCF-0024 | 2019年10月23日 | 特製収納ボックス                                      |
| アニメ「フレームアームズ・ガール」ドラマCD：R-2   | FFCF-0025 | 2020年3月25日  | キューポッシュ FAガール 迅雷（LIMITED COLOR）         |

### Webラジオ
『ラジオ フレームアームズ・ガール』のタイトルで、2017年1月25日から2018年4月4日までHiBiKi Radio Stationにて配信。隔週水曜更新で、アニメの放送期間は毎週水曜更新。パーソナリティは佳穂成美（轟雷 役）、綾瀬有（スティレット 役）、長江里加（バーゼラルト 役）。
トークの他、ラジオ冒頭ではミニドラマが展開される。
2018年4月25日には続編の製作に伴い、番組をリニューアルし、タイトルを『ラジオ フレームアームズ・ガール改』に変更して配信を再開した。

### インターネット特番
ニコニコ生放送で、ガチトークニコ生『FULLSCRATCH LIVE』という放送タイトルで配信。パッケージ販売元のポニーキャニオンと原作のコトブキヤの社員がアニメの振り返りや、ユーザーの事前投稿による「マイ・フレームアームズ・ガール」の紹介、ガイアノーツによる塗料紹介などが行われている。
また、コトブキヤによるスポンサー出資の話や、社内でのCADおよび3Dプリンターによるモックアップ制作の様子も公開されている。
劇場版の公開に際しては、タイトルの頭文字を取って『FULLSCRATCH LIVE KUW』で配信。

### 漫画
常石ツネオによる『フレームアームズ・ガール』のコミカライズ『フレームアームズ・ガール ラボ・デイズ』が、『月刊コンプエース』（KADOKAWA）にて2017年2月号（2016年12月26日発売）から2018年1月号まで連載。監修協力は赤尾でこ。テレビアニメの前日譚に当たるストーリー。なお、アニメ本編のキャラとやや食い違うことがある。
- 常石ツネオ（漫画）・コトブキヤ（原作）・赤尾でこ（監修協力）『フレームアームズ・ガール ラボ・デイズ』、KADOKAWA〈角川コミックス・エース〉
  1. 2017年4月10日発売[22]、ISBN 978-4-04-105440-6

また、スピンオフとして「フレームアームズ・ガール カナガタ・デイズ」（旧タイトル「ワカバ・デイズ」）が、Twitterで公開されている。こちらはアニメで描かれた学園シーンをベースとした4コマ漫画となっている。

### 小説
テレビアニメのノベライズ作品がファミ通文庫（KADOKAWA）より発売。著者は手島史詞、カバーイラストは島田フミカネ、口絵・本文イラストは川村幸祐、原作はコトブキヤ、監修協力は赤尾でこ。アニメの時系列を補完する内容となっている。
- 『フレームアームズ・ガール 可愛いってどういうこと？』2017年4月28日発売、ISBN 978-4-04-734583-6
- 『フレームアームズ・ガール 姉妹ってどんなもの？』2020年3月30日発売、ISBN 978-4-04-735840-9

### パチスロ
ネットから「パチスロ フレームアームズ・ガール」が2021年2月8日に導入。

### スマートフォンアプリ
「パチスロ フレームアームズ・ガール」を再現したパチスロシミュレーターアプリ「パチスロ フレームアームズ・ガール」が2021年2月24日にリリース。

## 映画
2019年6月29日に『フレームアームズ・ガール〜きゃっきゃうふふなワンダーランド〜』が公開された。本作はテレビアニメ版の総集編となっており、新作のカットが加えられている。公開初日には新宿バルト9にて初日舞台あいさつが行われ、日笠陽子をはじめとした声優陣や監督の川口敬一郎、キャラクターデザイン担当の川村幸祐が登壇した。

### キャスト
- 源内あお - 日笠陽子[27][28]
- 轟雷 - 佳穂成美[27][28]
- スティレット - 綾瀬有[27][28]
- バーゼラルド - 長江里加[27][28]
- マテリア姉妹 - 山崎エリイ[27][28]
- 迅雷 - 樺山ミナミ[27][28]
- アーキテクト - 山村響[27][28]
- フレズヴェルク - 阿部里果[27][28]
- 寿武希子 - 井澤佳の実[27][28]

### スタッフ
- 原作 - 壽屋[27][28]
- FAガール ベースデザイン - 島田フミカネ、柳瀬敬之[27][28]
- 監督 - 川口敬一郎[27][28]
- シリーズ構成 - 赤尾でこ[27][28]
- キャラクターデザイン原案 - 島田フミカネ[27][28]
- メカニックデザイン - 柳瀬敬之[27][28]
- キャラクターデザイン - 川村幸祐[27][28]
- CGディレクター - 後藤優一[27][28]
- 音楽 - 帆足圭吾、石濱翔[27][28]
- 音響監督 - 飯田里樹[27][28]
- アニメーション制作 - ZEXCS、studio A-CAT[27][28]
- 製作 - 壽屋、FAGirl Project[27][28]
- 配給 - PONY CANYON[27][28]

### 主題歌
「Tiny Tiny」
村川梨衣によるオープニングテーマ。作詞は坂井竜二、作曲・編曲は神前暁。
「キミとコントラスト」
村川梨衣によるエンディングテーマ。作詞は坂井竜二、作曲・編曲は帆足圭吾。

### Blu-ray
| 形態     | 発売日         | 規格品番   |
| -------- | -------------- | ---------- |
| 劇場限定 | 2019年6月29日  | BRXP-00026 |
| 一般販売 | 2019年12月18日 | PCXP-50727 |

## デザイナー
一部製品は原型製作側の提案（モデラーズSIDE）やユーザーがコンテストに投稿したものが採用されている。この節では商業関係者を挙げる。なお、一部のデザイナーはパッケージイラストを兼任。
- 柳瀬敬之
- NAOKI
- 木下ともたけ
- 稲葉コウ
- ToMo
- 倉持キョーリュー
- 島田フミカネ
- 駒都えーじ
- 新川洋司[32]
- BLADE